# Liste de batteurs de heavy metal
Cet article est une liste de batteurs de heavy metal, classés par ordre alphabétique. La première colonne comporte le nom des batteurs tandis que la seconde liste leur pays d'origine.

## A
| Abaddon        | Royaume-Uni |
| Sal Abruscato  | États-Unis  |
| Chris Adler,   | États-Unis  |
| Tommy Aldridge | États-Unis  |
| Tim Alexander  | États-Unis  |
| Rick Allen     | Royaume-Uni |
| Carmine Appice | États-Unis  |
| Vinny Appice,  | États-Unis  |
| Steve Asheim   | États-Unis  |
| Martin Atkins  | Royaume-Uni |
| Martin Axenrot | Suède       |

Début de page

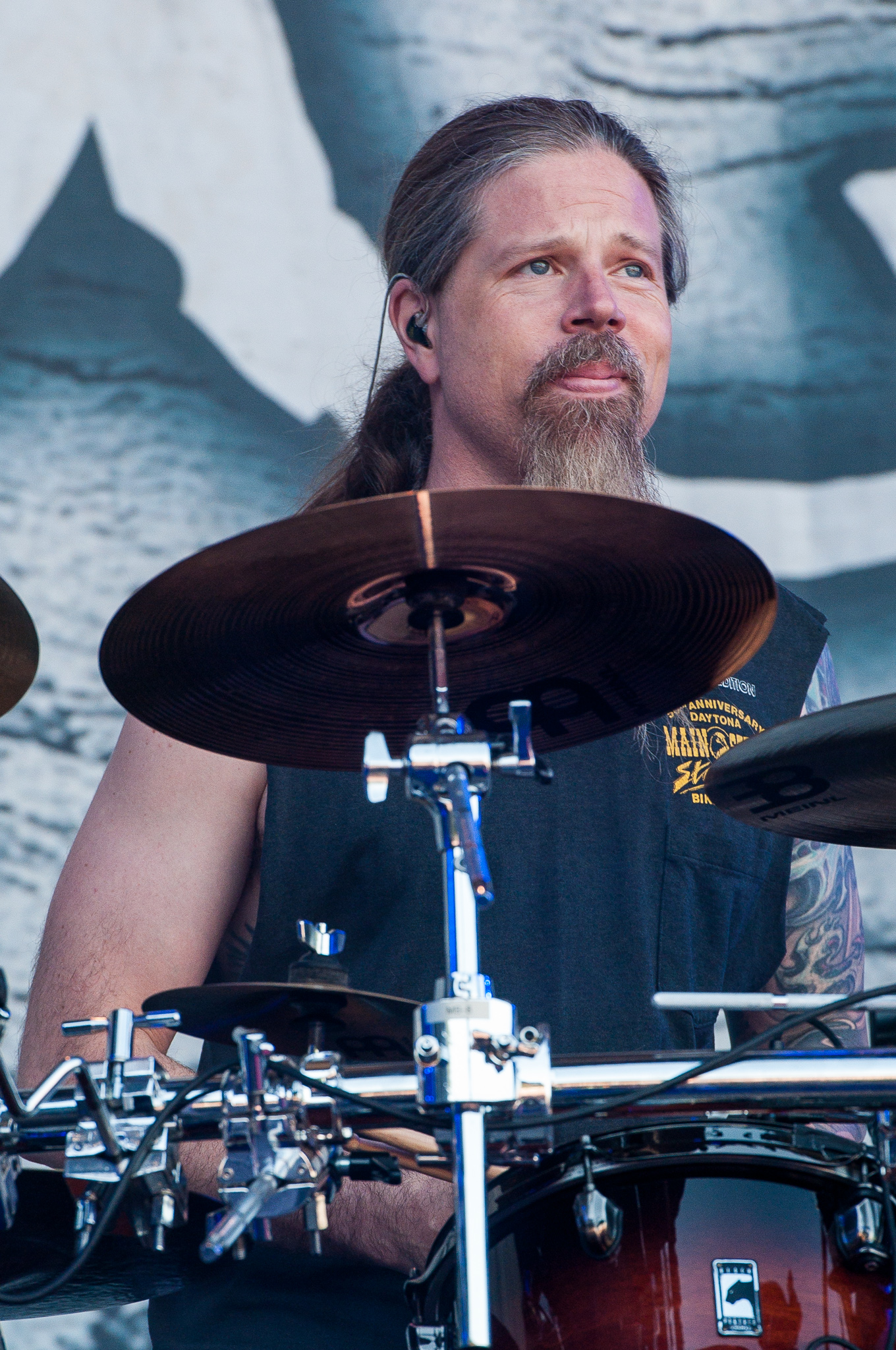
Chris Adler avec Lamb of God.
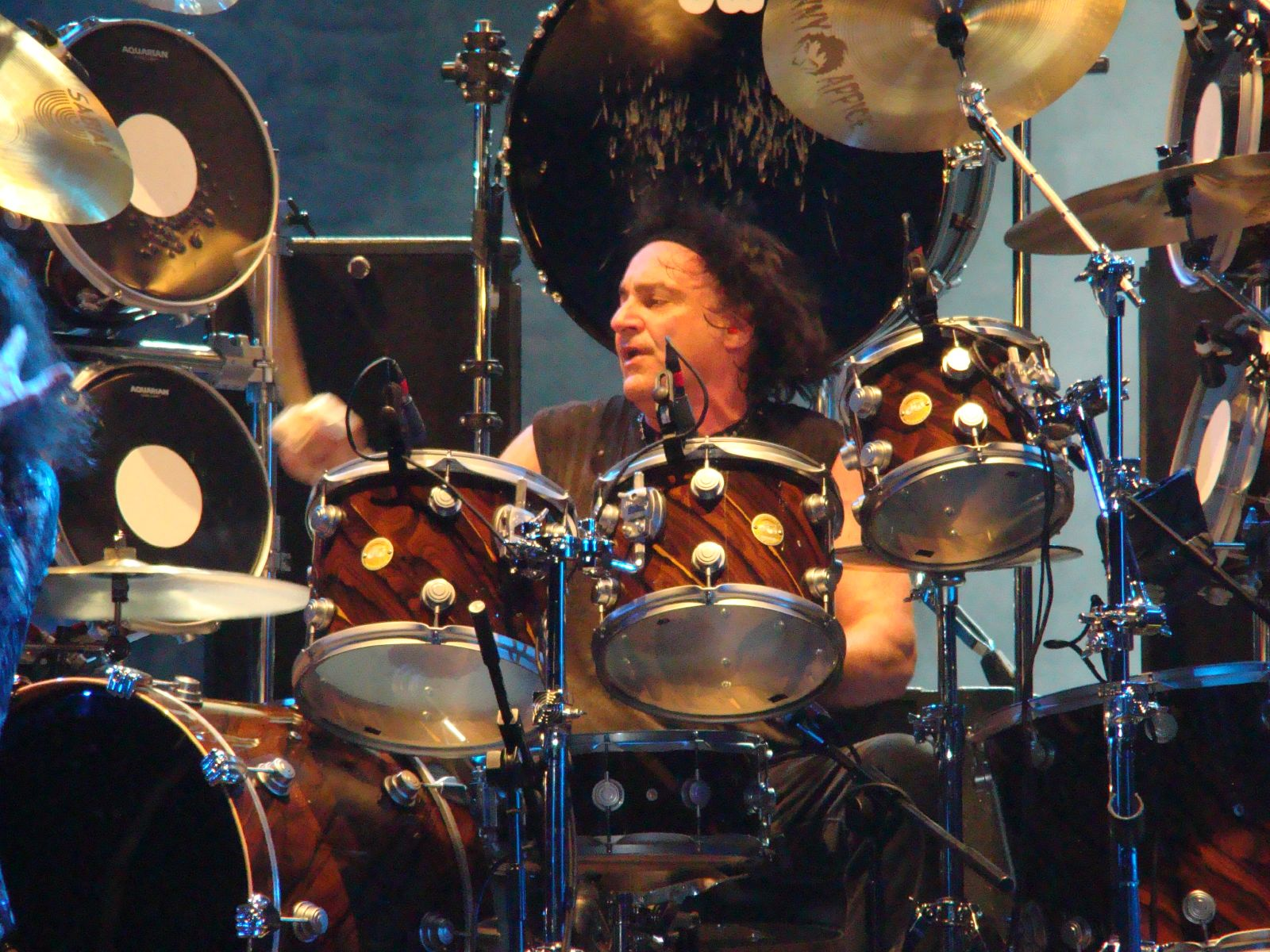
Vinny Appice avec Heaven and Hell.
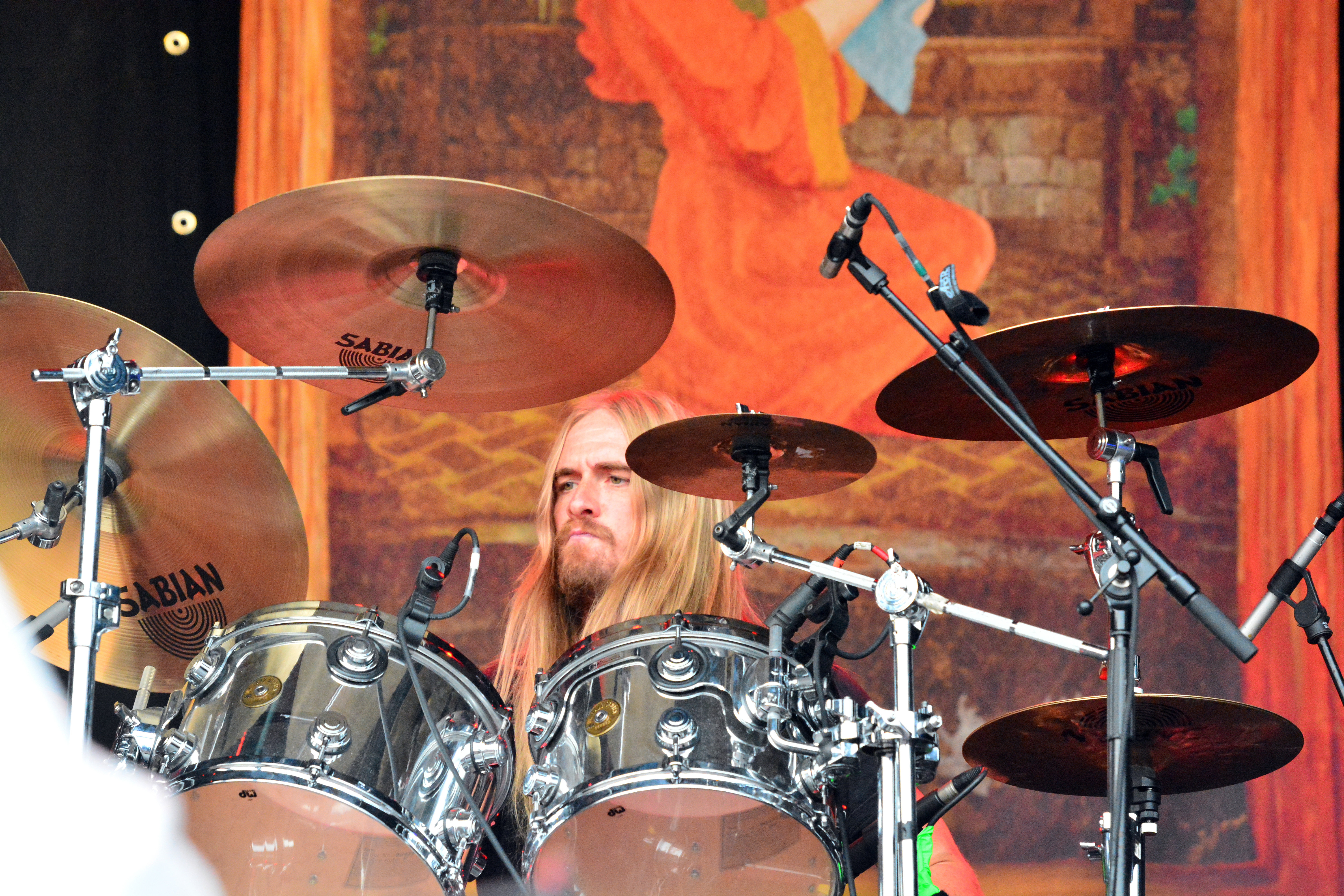
Martin Axenrot avec Opeth.

## B
| Frankie Banali         | États-Unis  |
| Nicholas Barker        | Royaume-Uni |
| Nicolas Bastos         | France      |
| Morgan Berthet         | France      |
| Les Binks              | Royaume-Uni |
| Gregg Bissonette       | États-Unis  |
| Jan Axel Blomberg      | Norvège     |
| John Boecklin          | États-Unis  |
| Felix Bohnke           | Allemagne   |
| Mike Bordin            | États-Unis  |
| Borgore (avec Shabira) | Israël      |
| Paul Bostaph,          | États-Unis  |
| Jimmy Bower            | États-Unis  |
| Mike Browning          | États-Unis  |
| Clive Burr             | Royaume-Uni |

Début de page

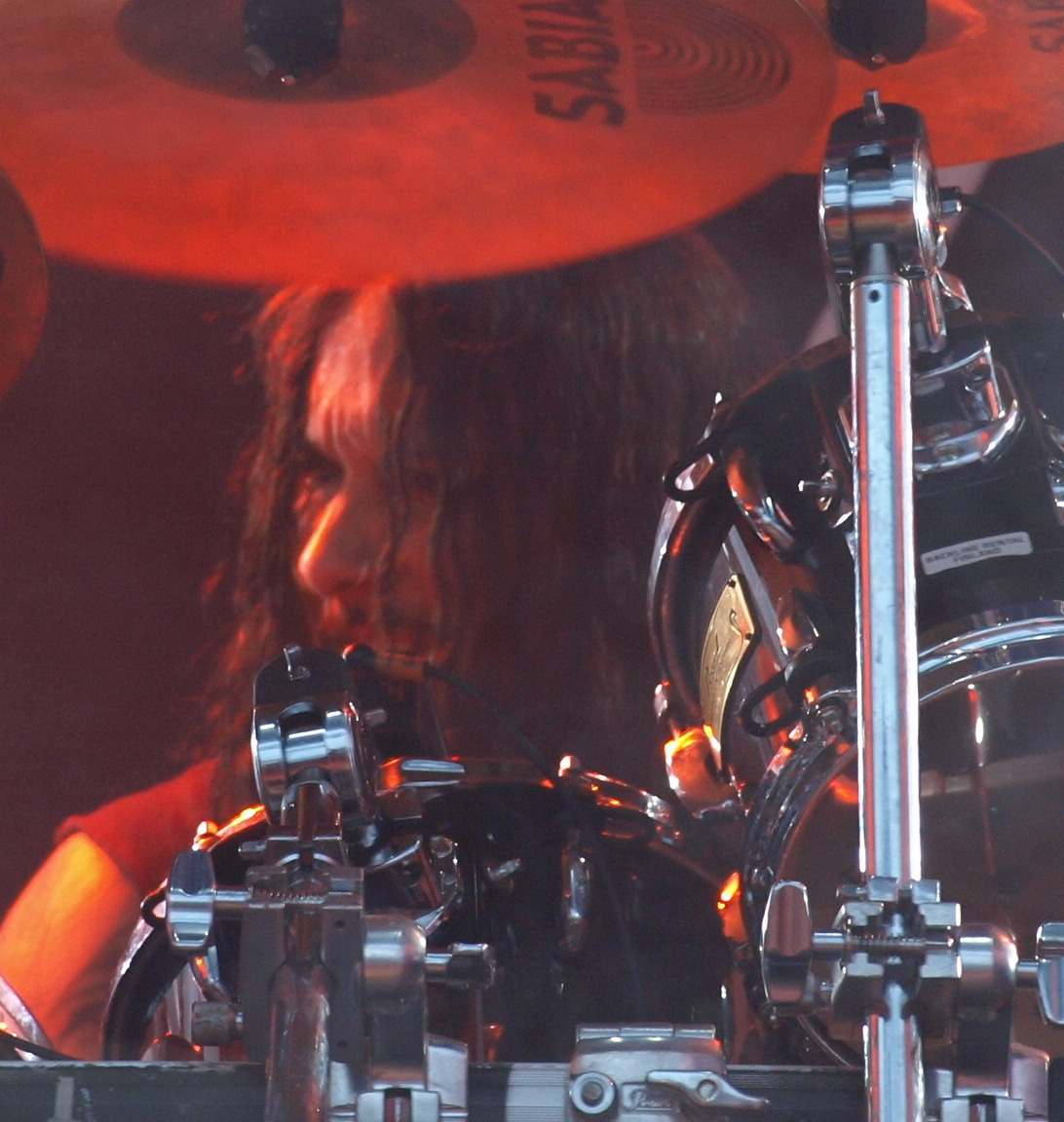
Jan Axel Blomberg avec Mayhem.
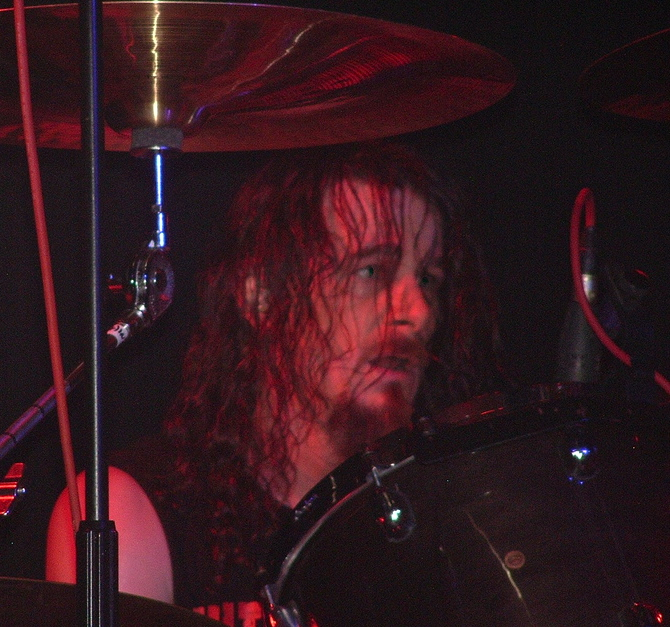
Paul Bostaph avec Exodus.
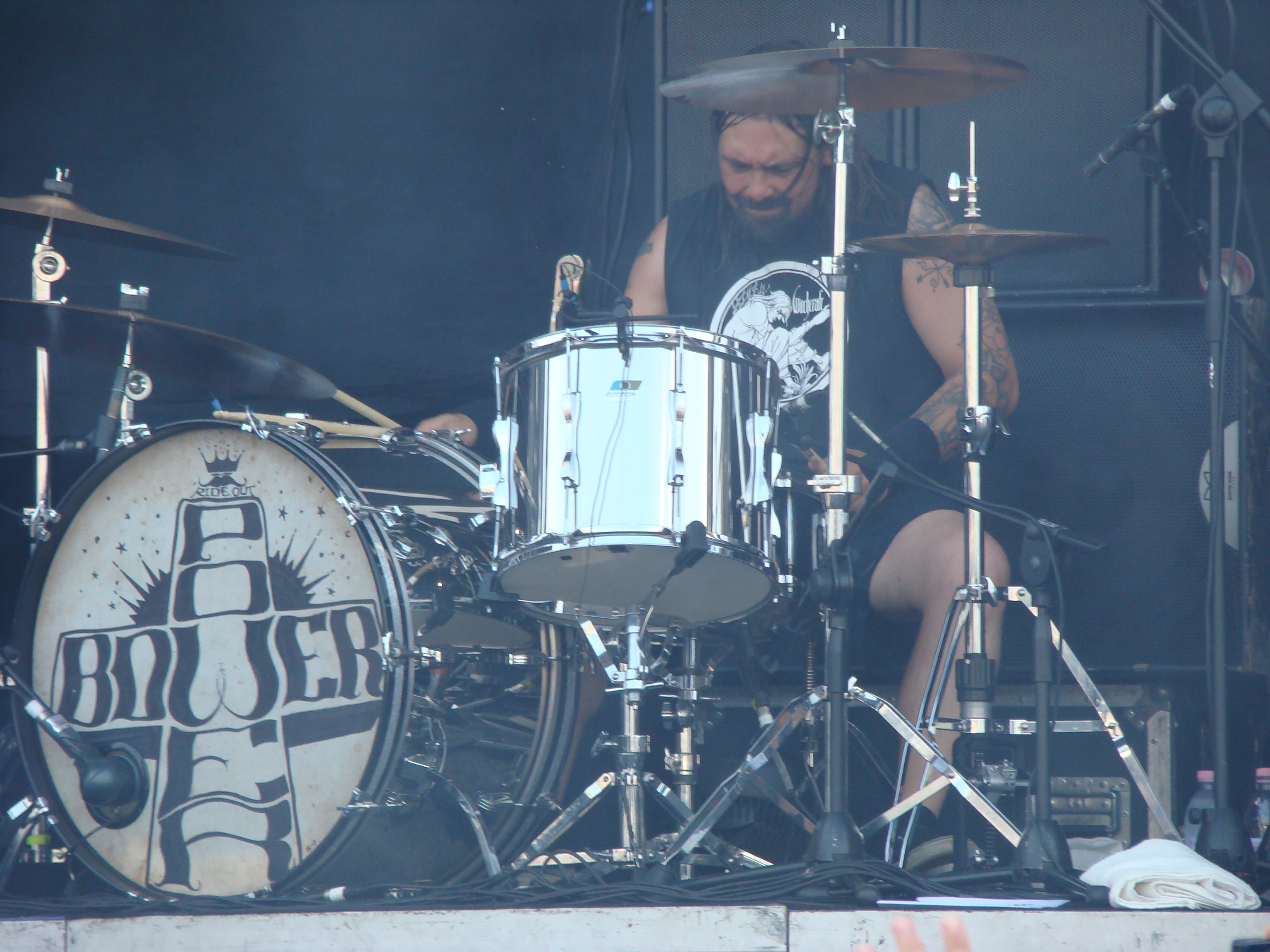
Jimmy Bower avec Down.

## C
| Danny Carey                     | États-Unis |
| Eloy Casagrande                 | Brésil     |
| Randy Castillo                  | États-Unis |
| Deen Castronovo                 | États-Unis |
| Igor Cavalera,                  | Brésil     |
| Richard Christy                 | États-Unis |
| Tommy Clufetos                  | États-Unis |
| Vinnie Colaiuta (avec Megadeth) | États-Unis |
| Scott Columbus                  | États-Unis |
| Franky Costanza                 | France     |
| Dale Crover                     | États-Unis |
| Abe Cunningham                  | États-Unis |

Début de page

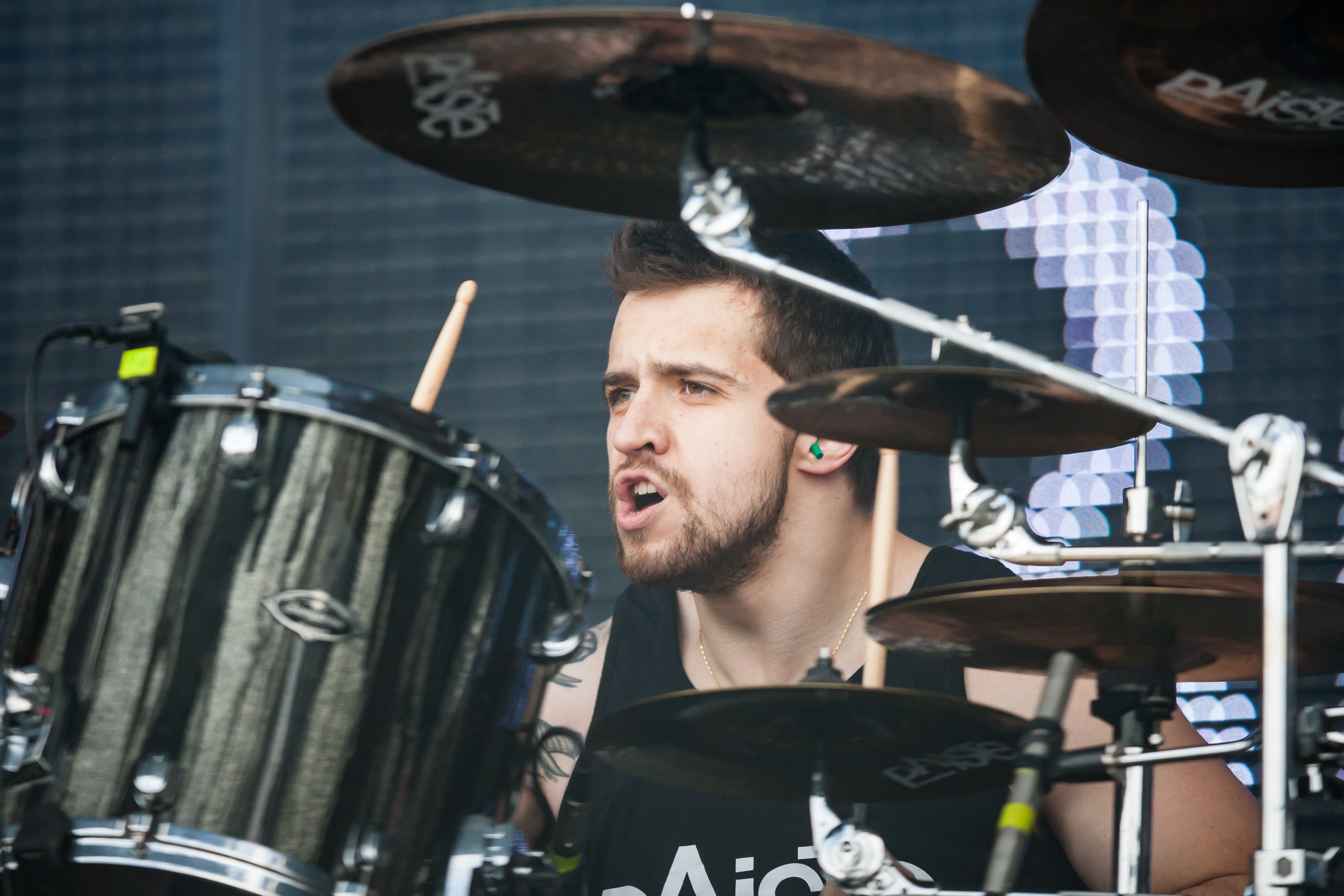
Eloy Casagrande avec Sepultura.
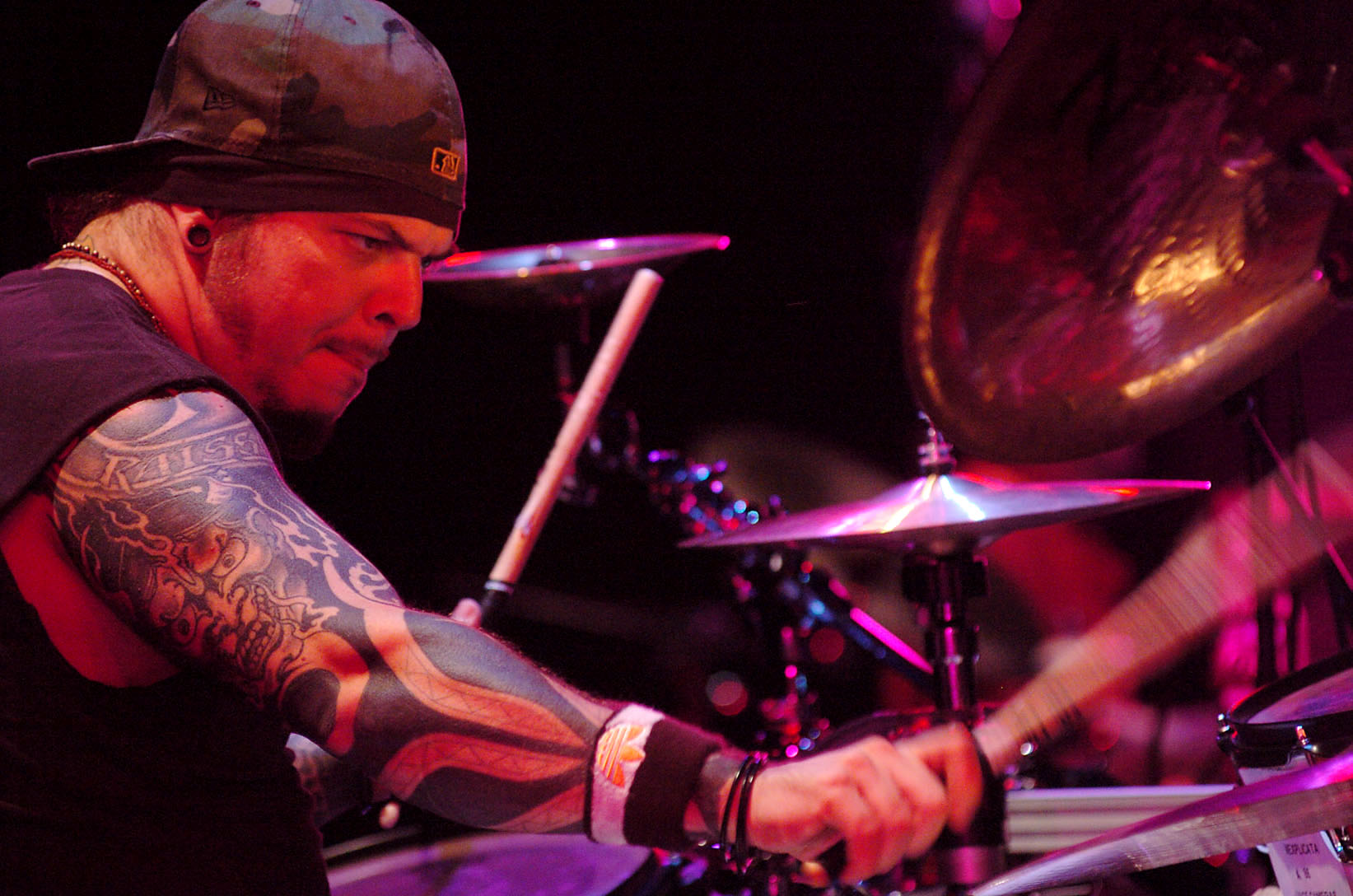
Igor Cavalera à São Paulo en 2006.
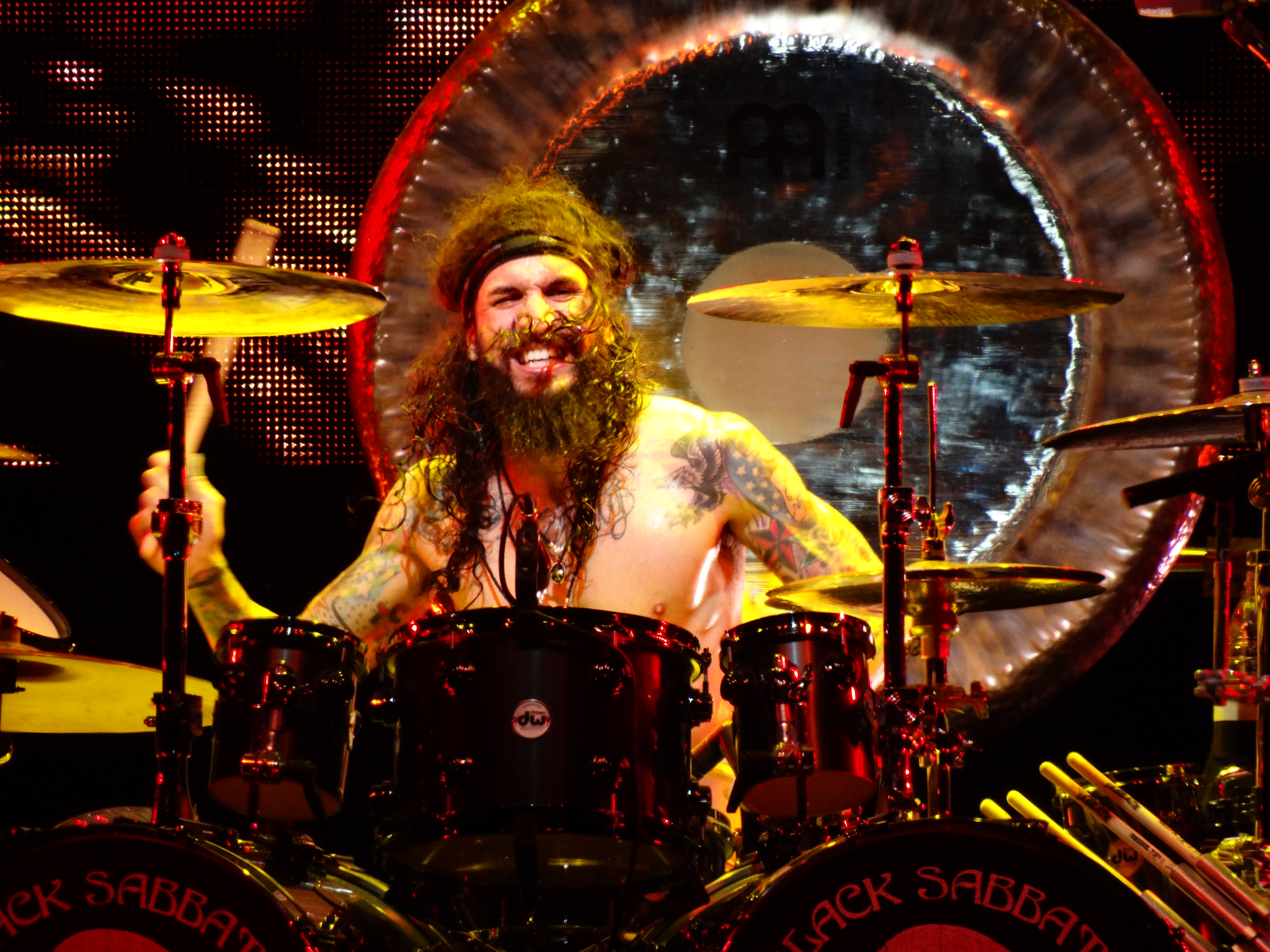
Tommy Clufetos avec Black Sabbath.
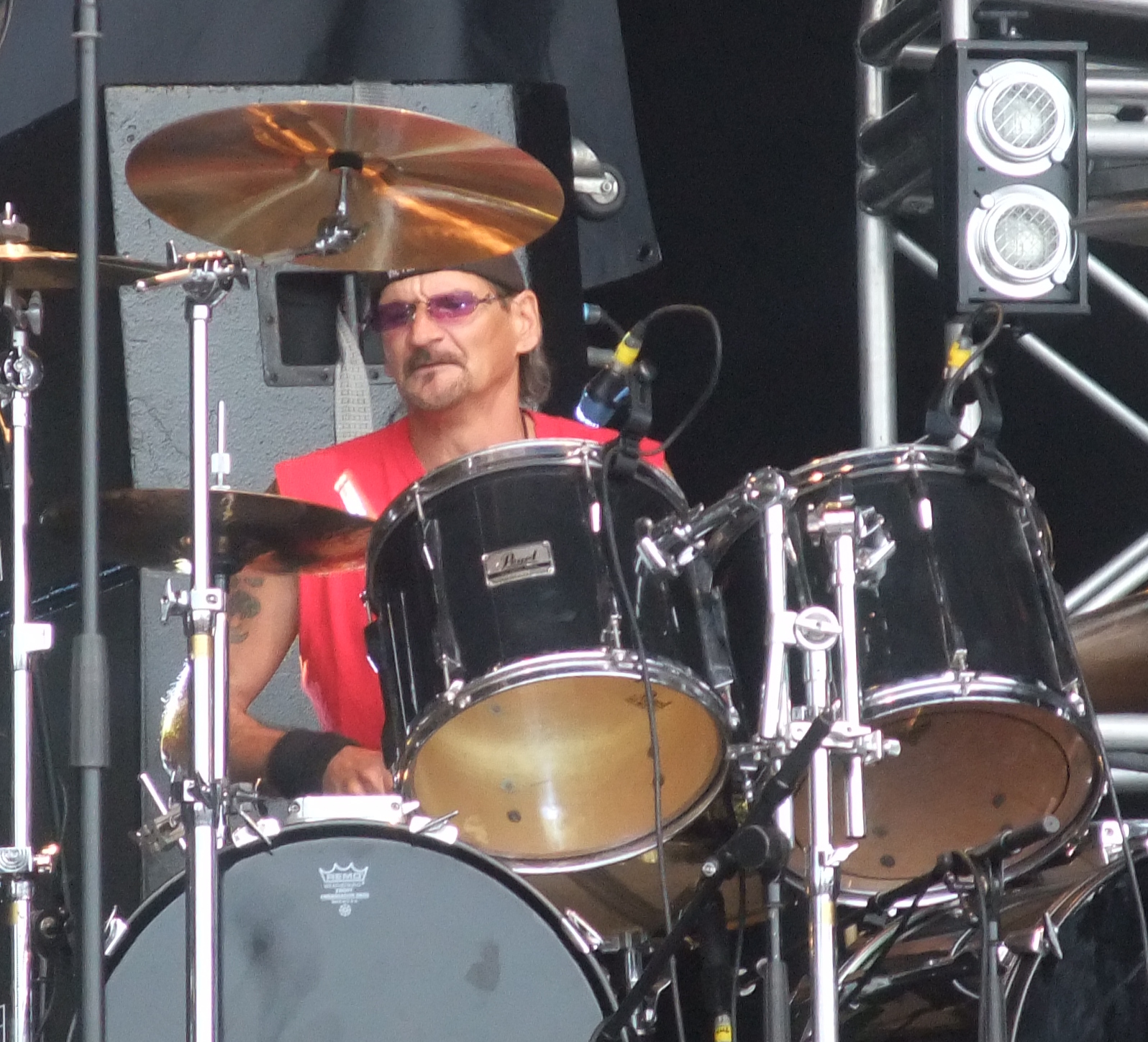
Scott Columbus au Bloodstock Open Air de 2010.

## D
| Mikkey Dee        | Suède                |
| Jimmy DeGrasso    | États-Unis           |
| Jon Dette         | États-Unis           |
| Jean Dolabella    | Brésil               |
| John Dolmayan     | Arménie / États-Unis |
| Virgil Donati     | Australie            |
| Shawn Drover      | Canada               |
| Aynsley Dunbar    | Royaume-Uni          |
| Mario Duplantier, | France               |

Début de page

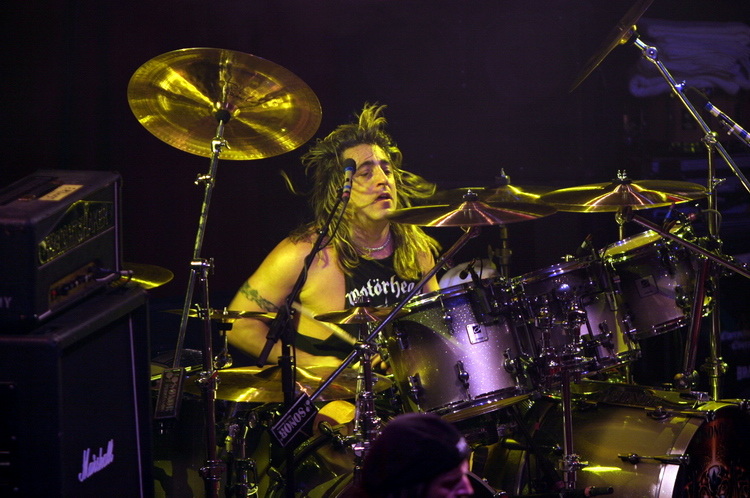
Mikkey Dee avec Motörhead.
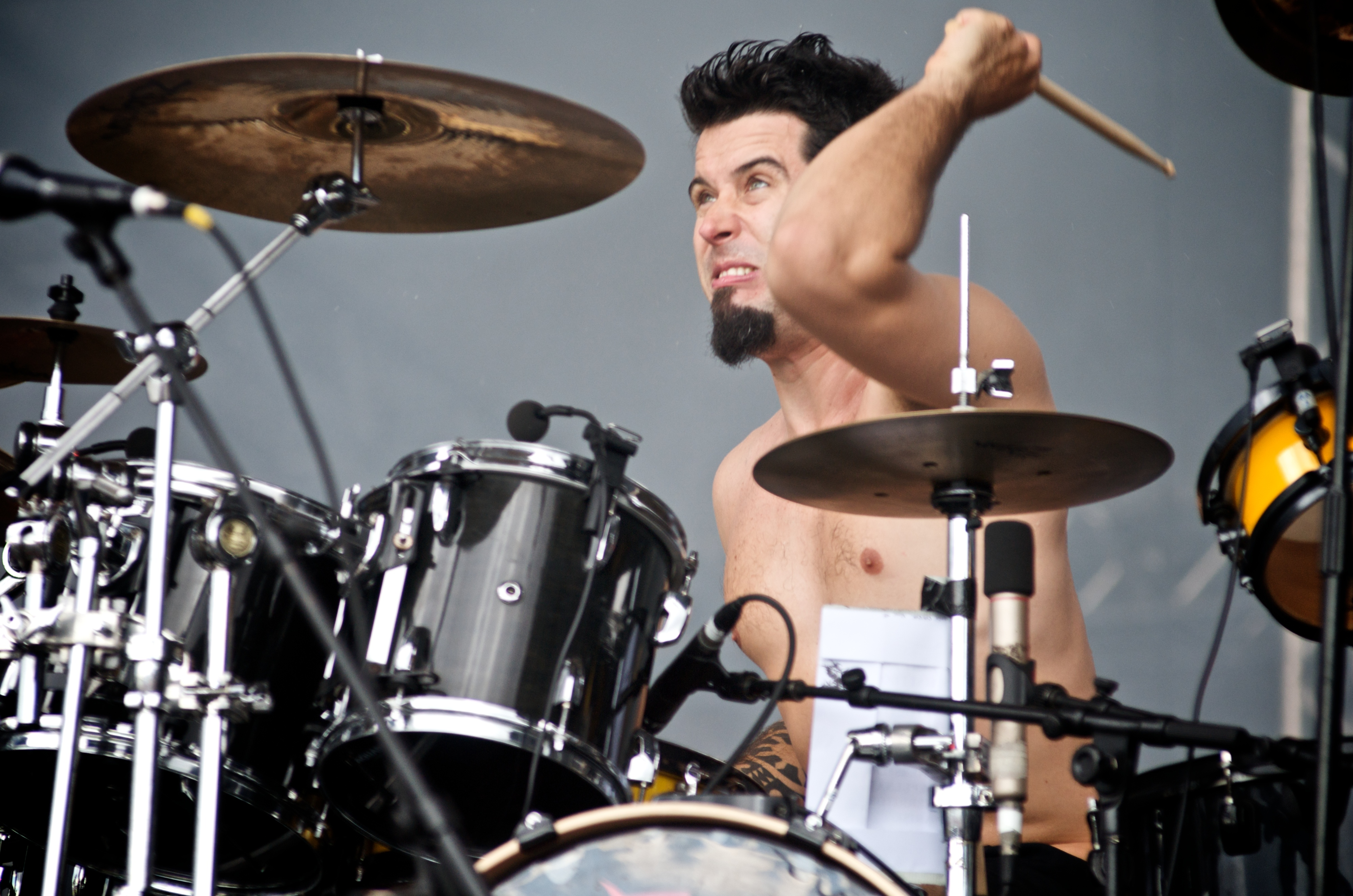
Jean Dolabella avec Sepultura.
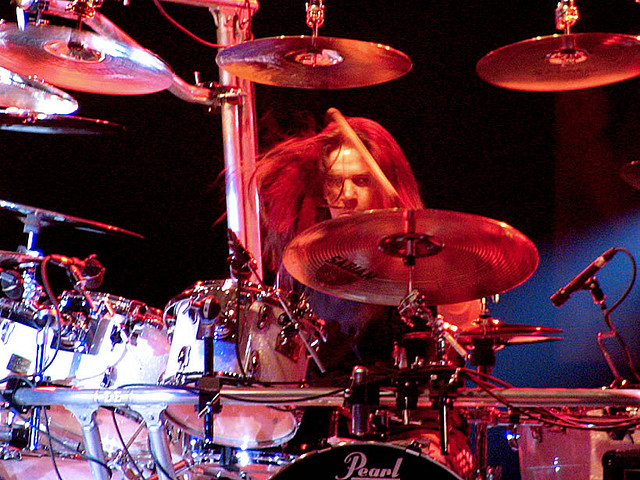
Shawn Drover avec Megadeth.
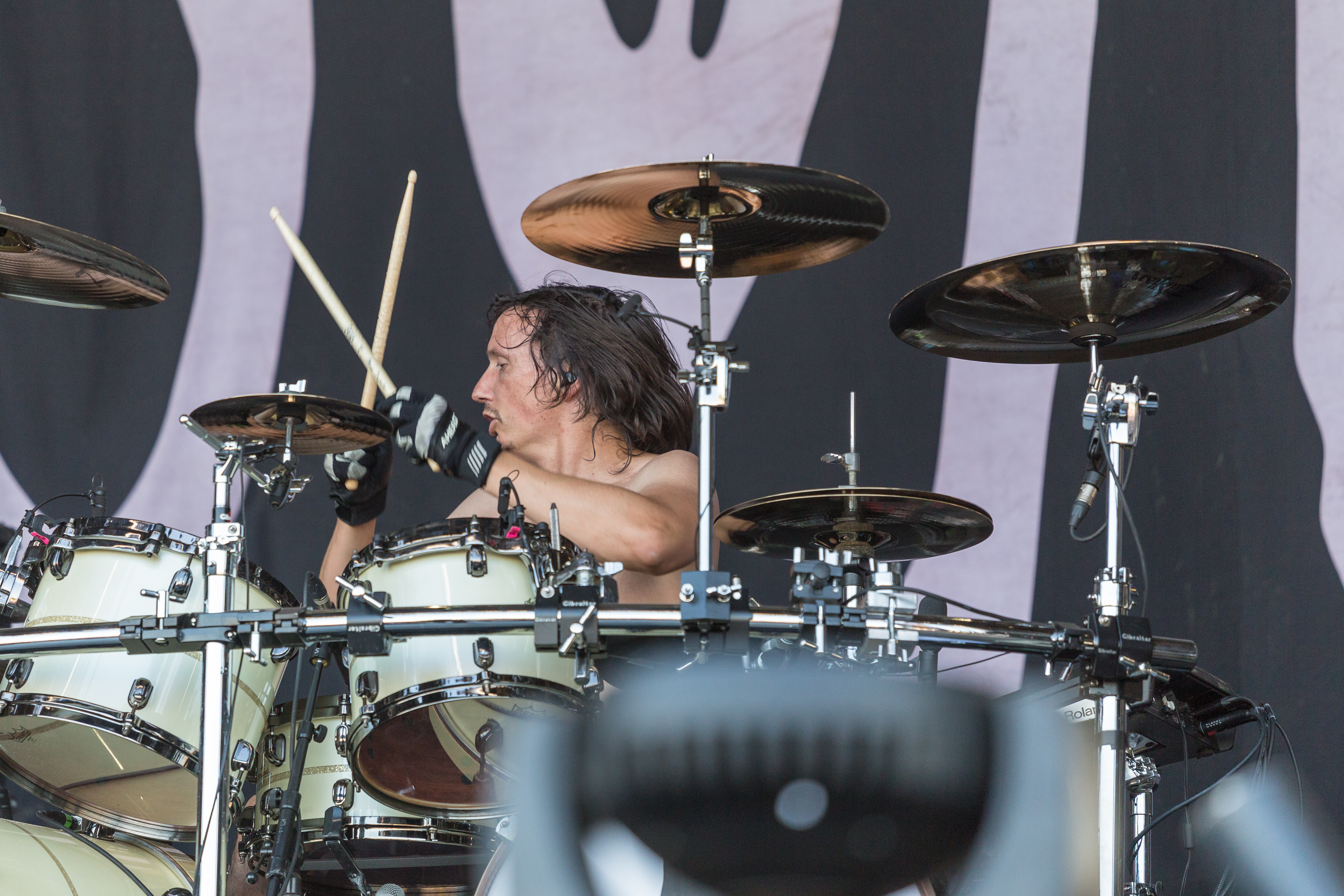
Mario Duplantier avec Gojira.

## E
| Adrian Erlandsson | Suède |
| Daniel Erlandsson | Suède |

Début de page

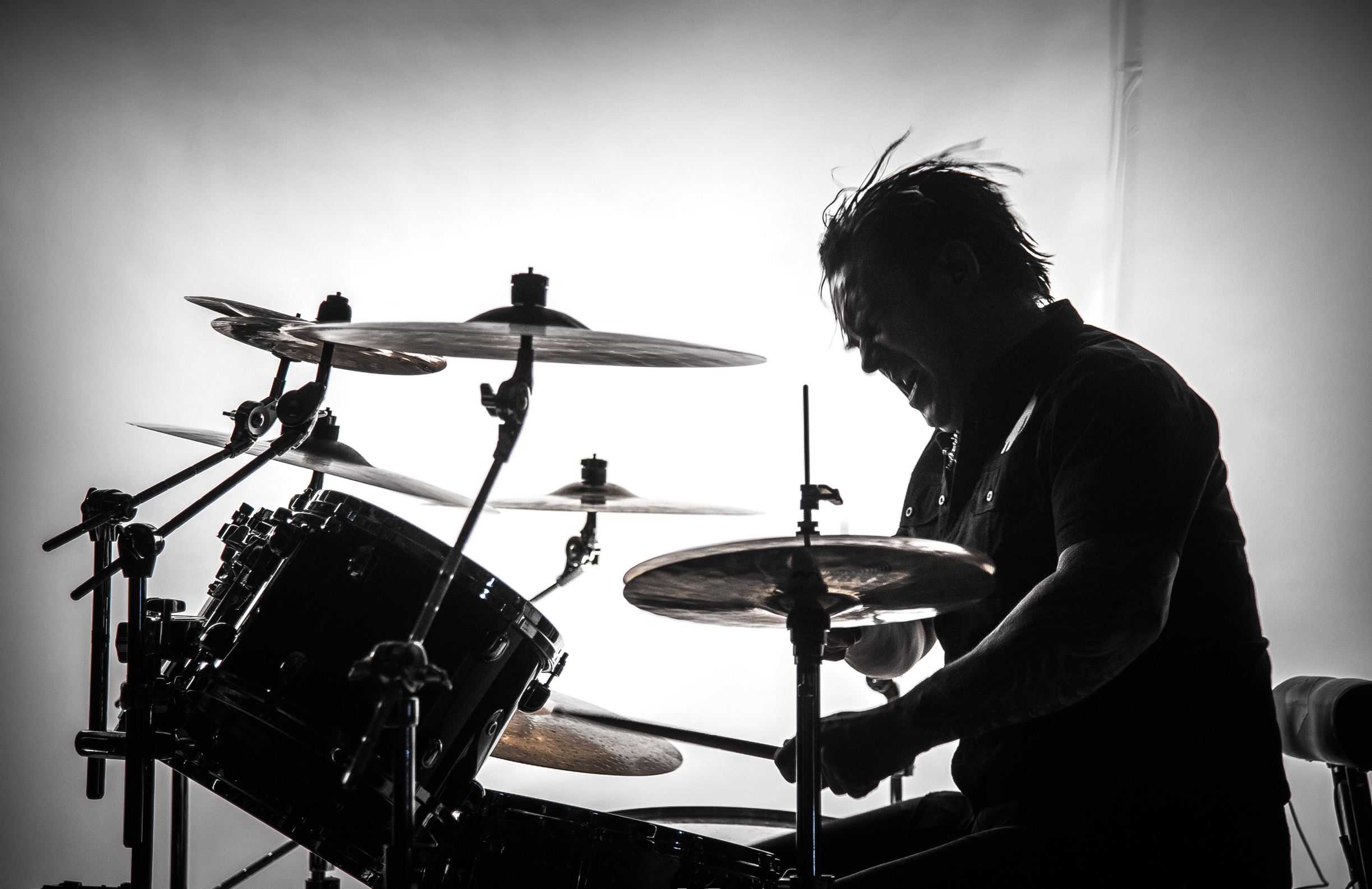
Adrian Erlandsson en 2017.
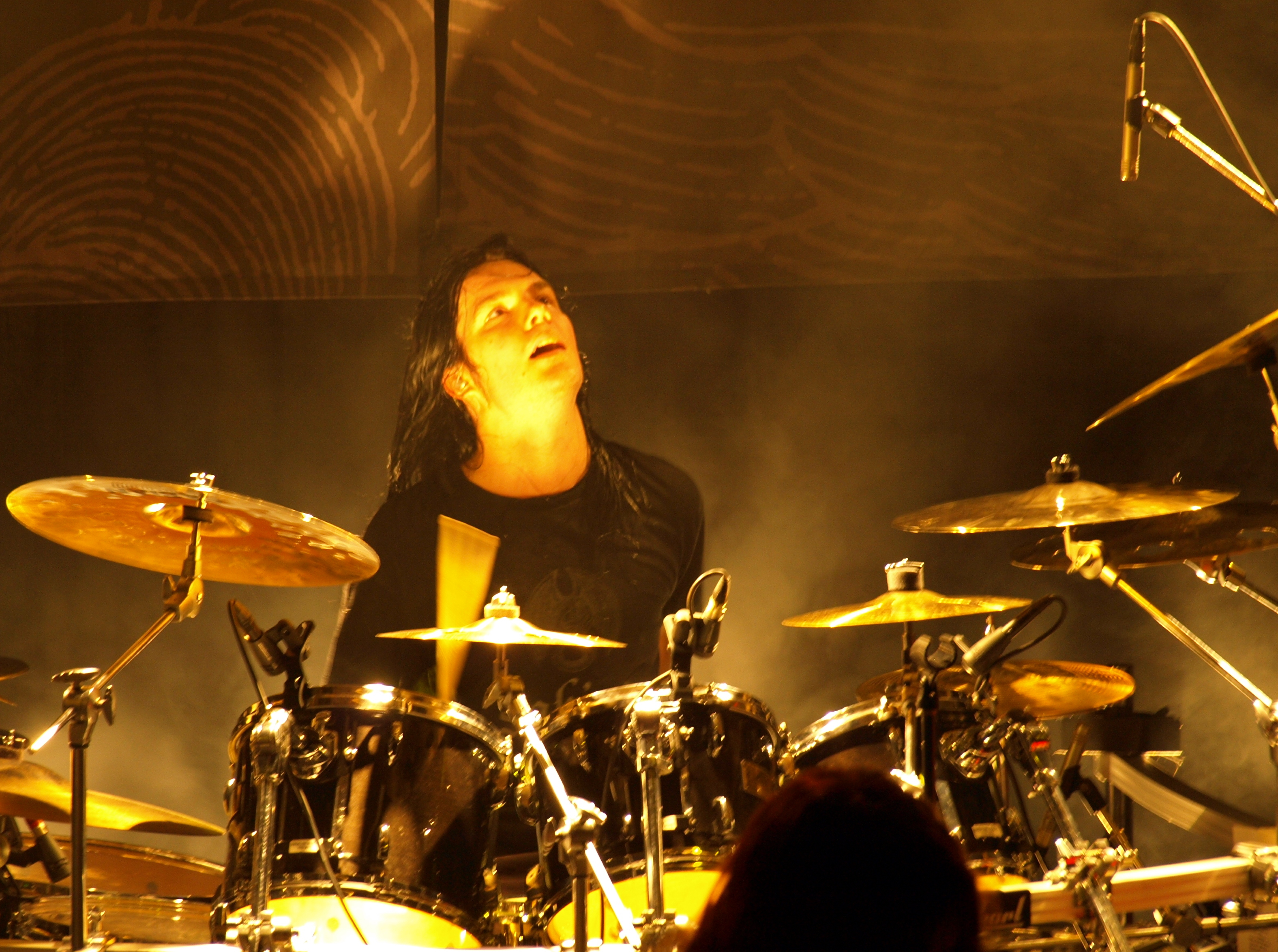
Daniel Erlandsson avec Arch Enemy.

## F
| Fenriz,         | Norvège    |
| Steve Flynn     | États-Unis |
| Justin Foley    | États-Unis |
| Markus Freiwald | Allemagne  |
| Frost           | Norvège    |

Début de page

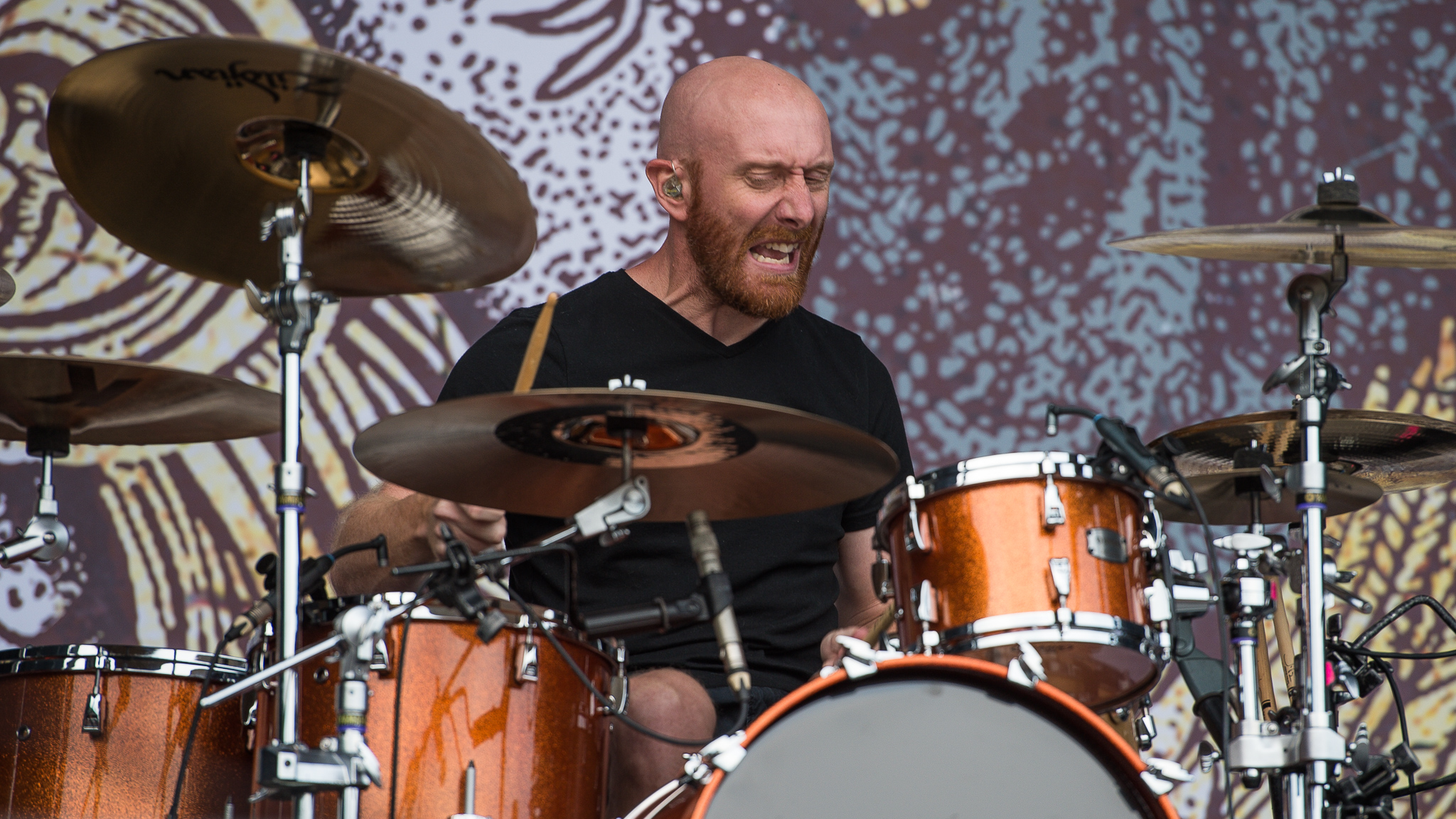
Justin Foley avec Killswitch Engage.
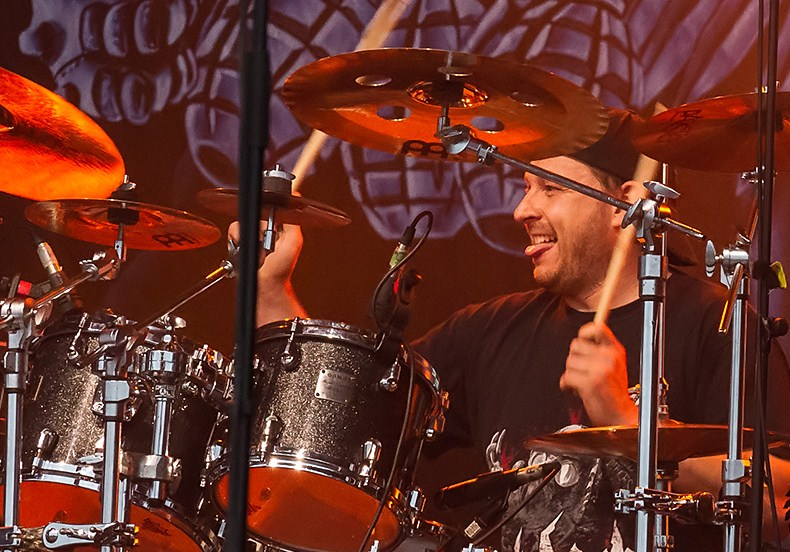
Markus Freiwald avec Sodom.
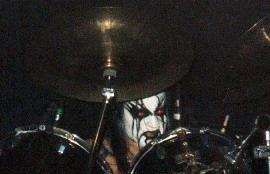
Frost avec 1349.

## G
| Matt Garstka             | États-Unis |
| Romain Goulon            | France     |
| Dave Grohl (avec Probot) | États-Unis |
| Kenny Grohowski (débuts) | États-Unis |

Début de page

## H
| Tomas Haake,                         | Suède       |
| Kai Hahto                            | Finlande    |
| Mick Harris                          | Royaume-Uni |
| Raymond Herrera                      | États-Unis  |
| Andols Herrick                       | États-Unis  |
| Munetaka Higuchi                     | Japon       |
| Gene Hoglan,                         | États-Unis  |
| Dave Holland                         | Royaume-Uni |
| Horgh                                | Norvège     |
| Tom Hunting                          | États-Unis  |
| Andy Hurley (avec The Damned Things) | États-Unis  |

Début de page

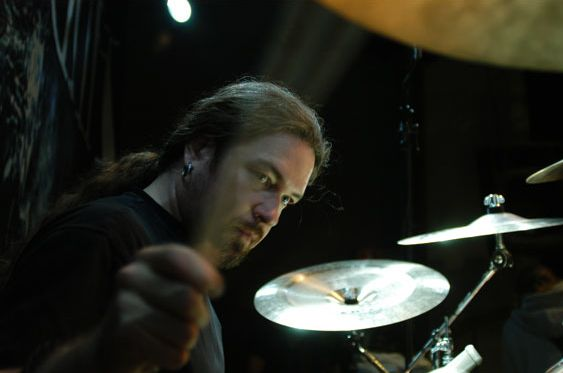
Tomas Haake avec Meshuggah.
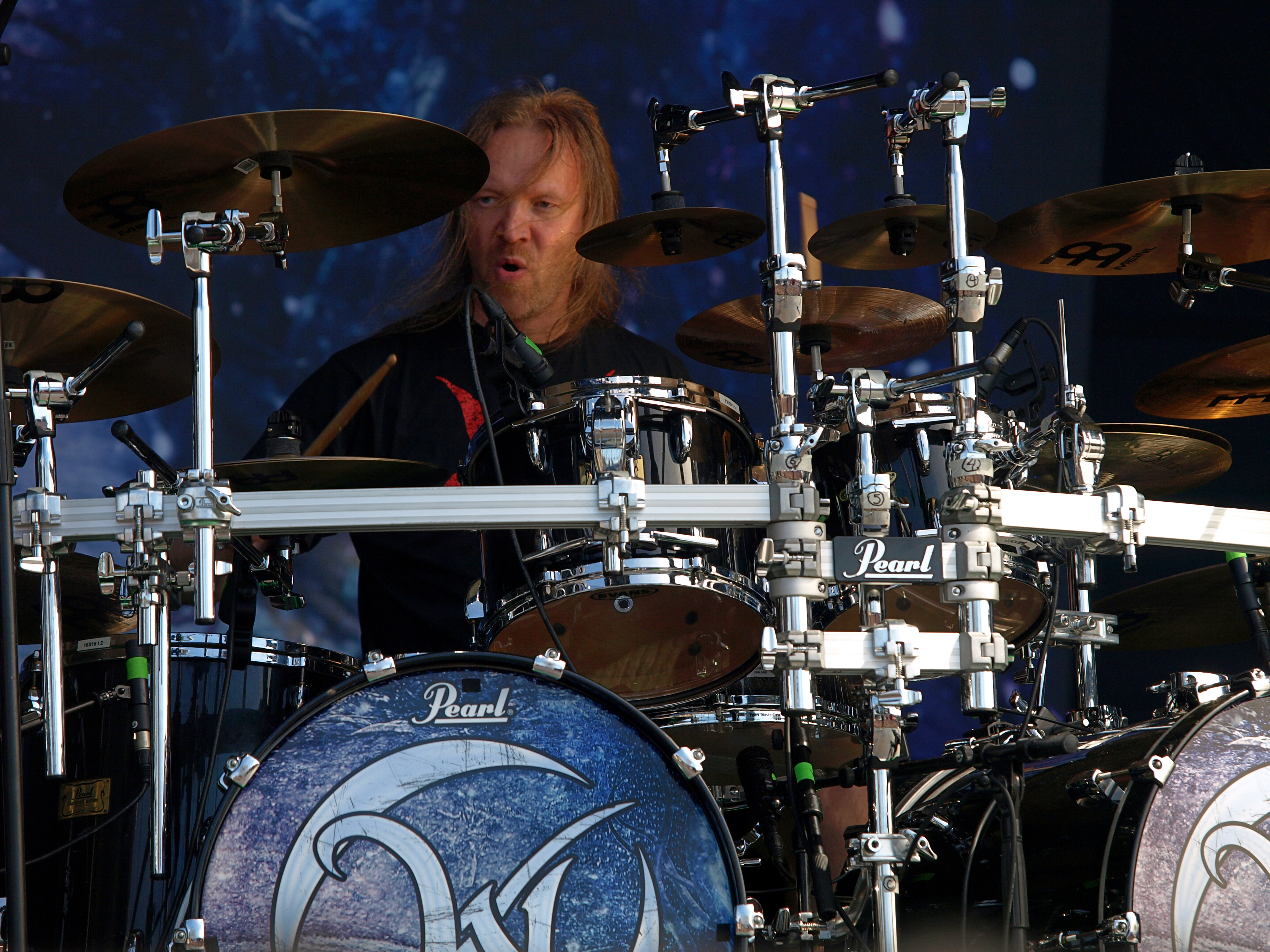
Kai Hahto avec Wintersun.
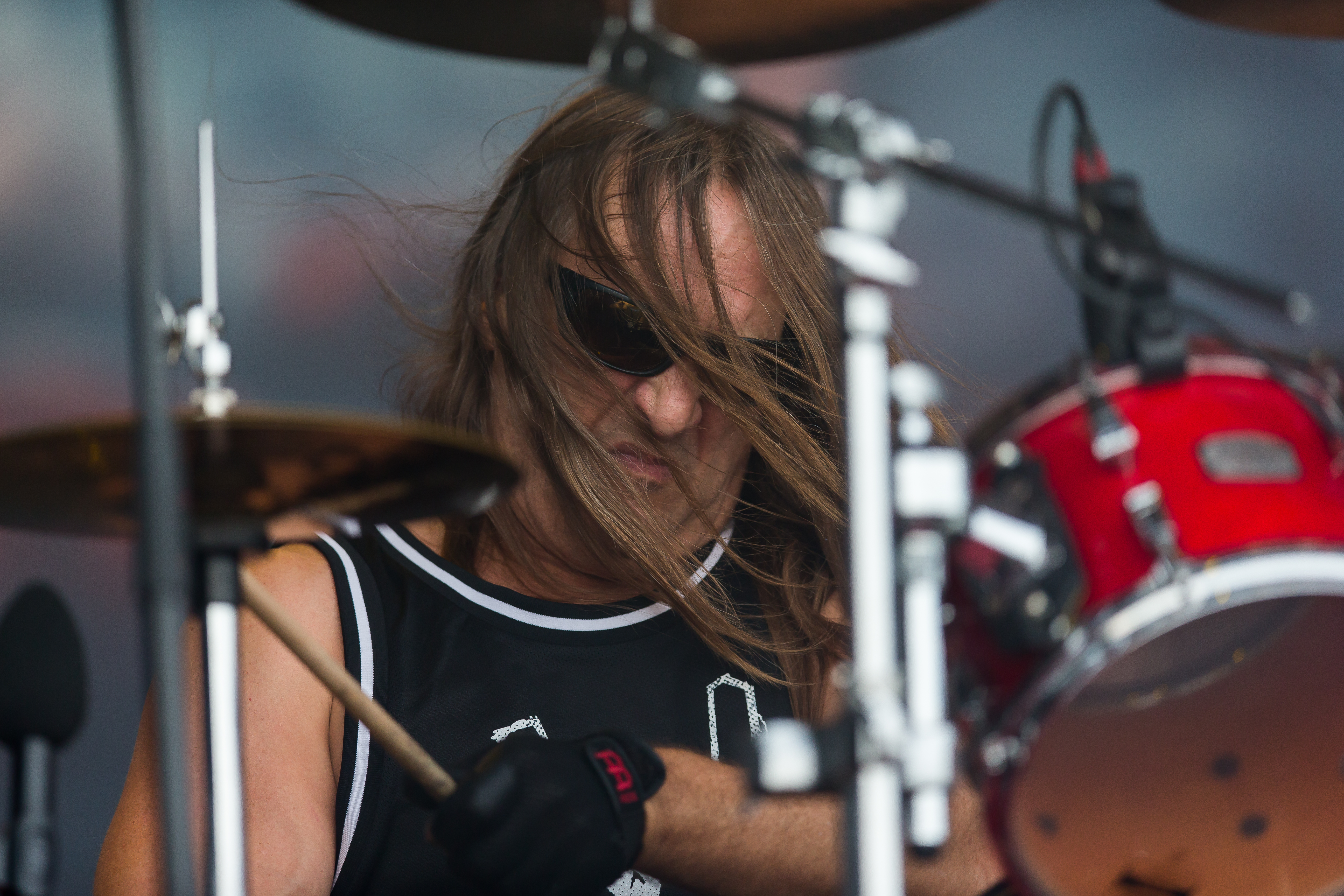
Tom Hunting avec Exodus.

## I
| Arin Ilejay | États-Unis |
| Inferno     | Pologne    |

Début de page

## J
| Bobby Jarzombek  | États-Unis |
| Anders Johansson | Suède      |
| Joey Jordison,   | États-Unis |

Début de page

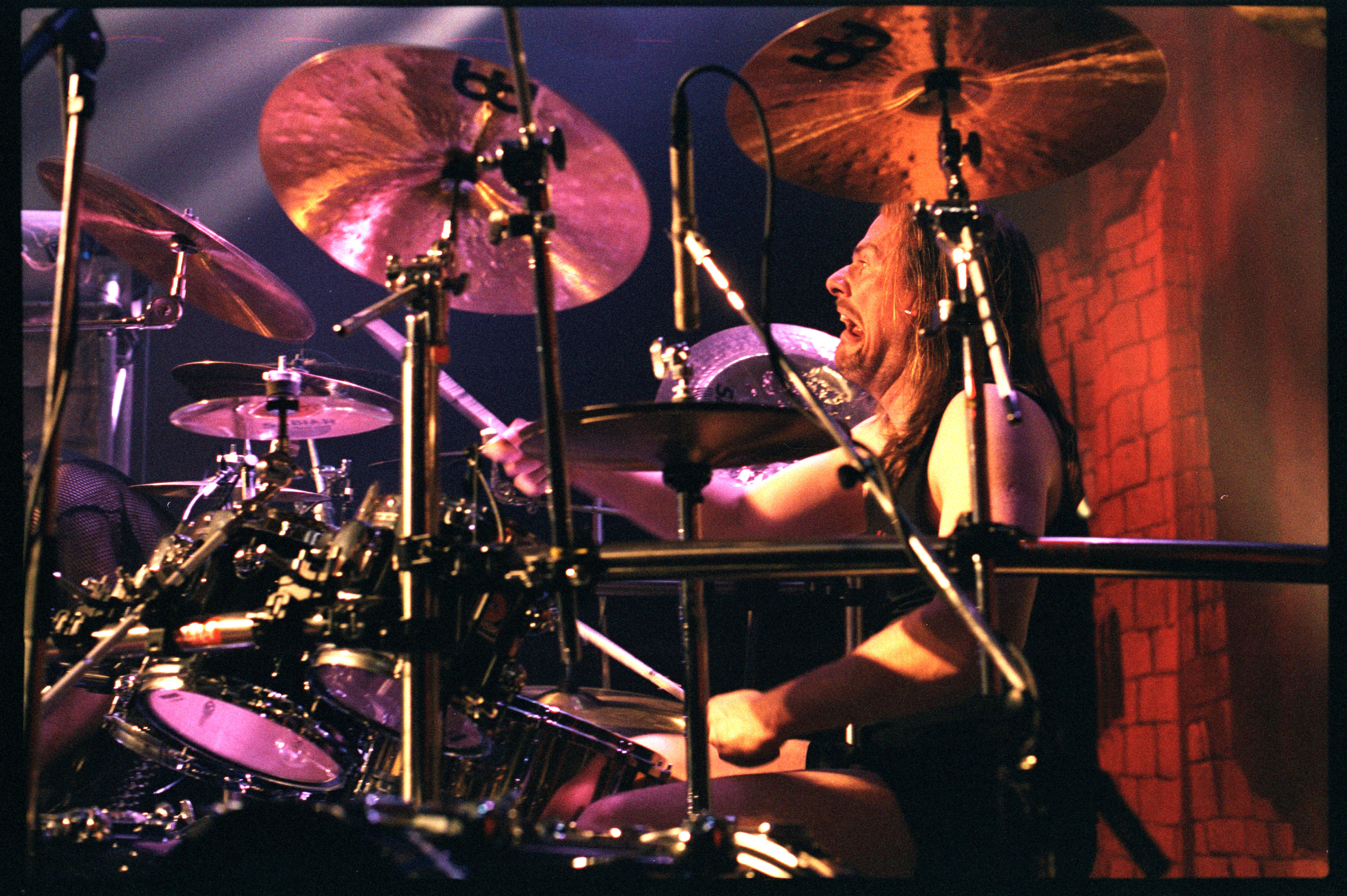
Anders Johansson en 2012.
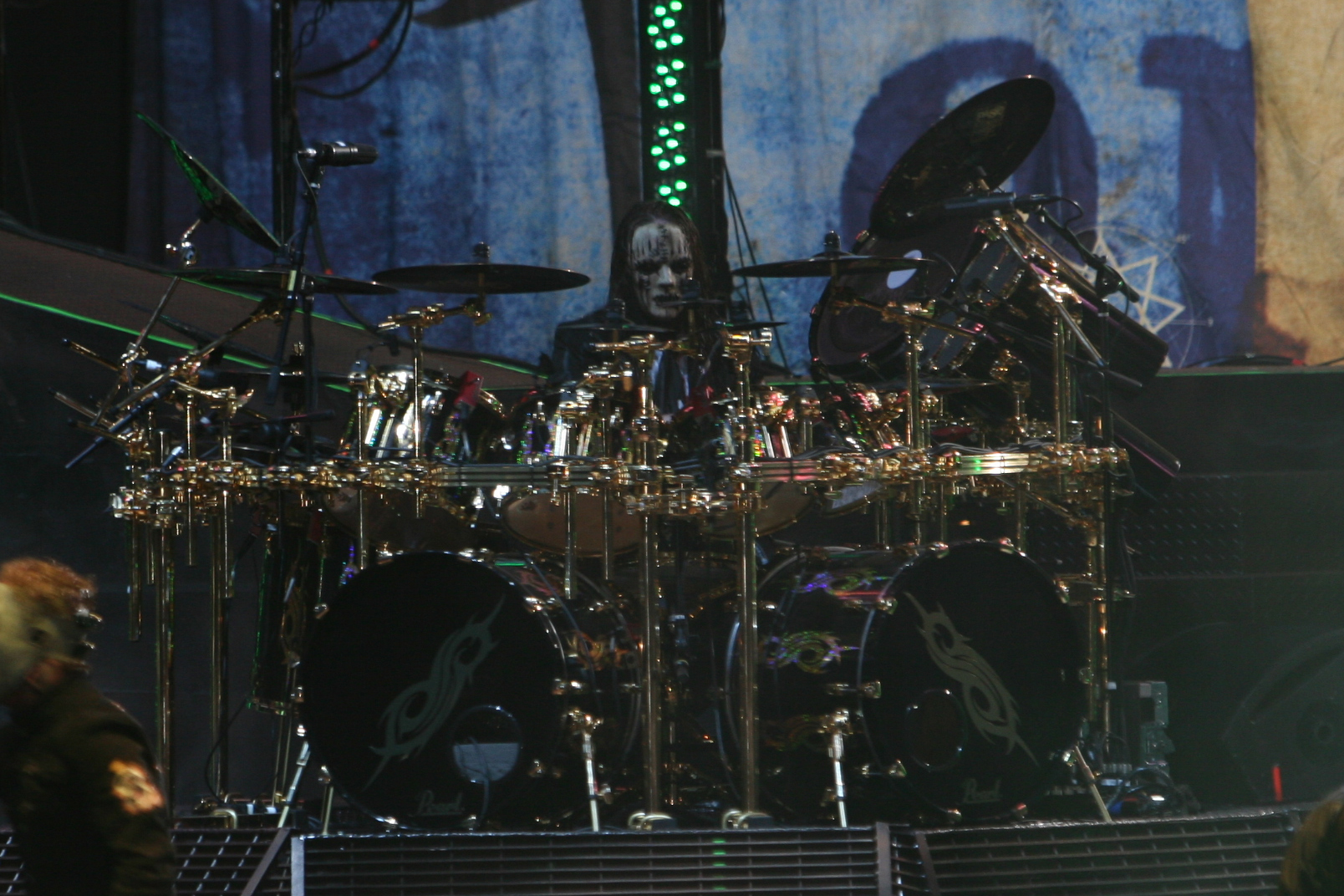
Joey Jordison avec Slipknot.

## K
| Stefan Kaufmann | Allemagne  |
| Johnny Kelly    | États-Unis |
| Chris Kontos    | États-Unis |

Début de page

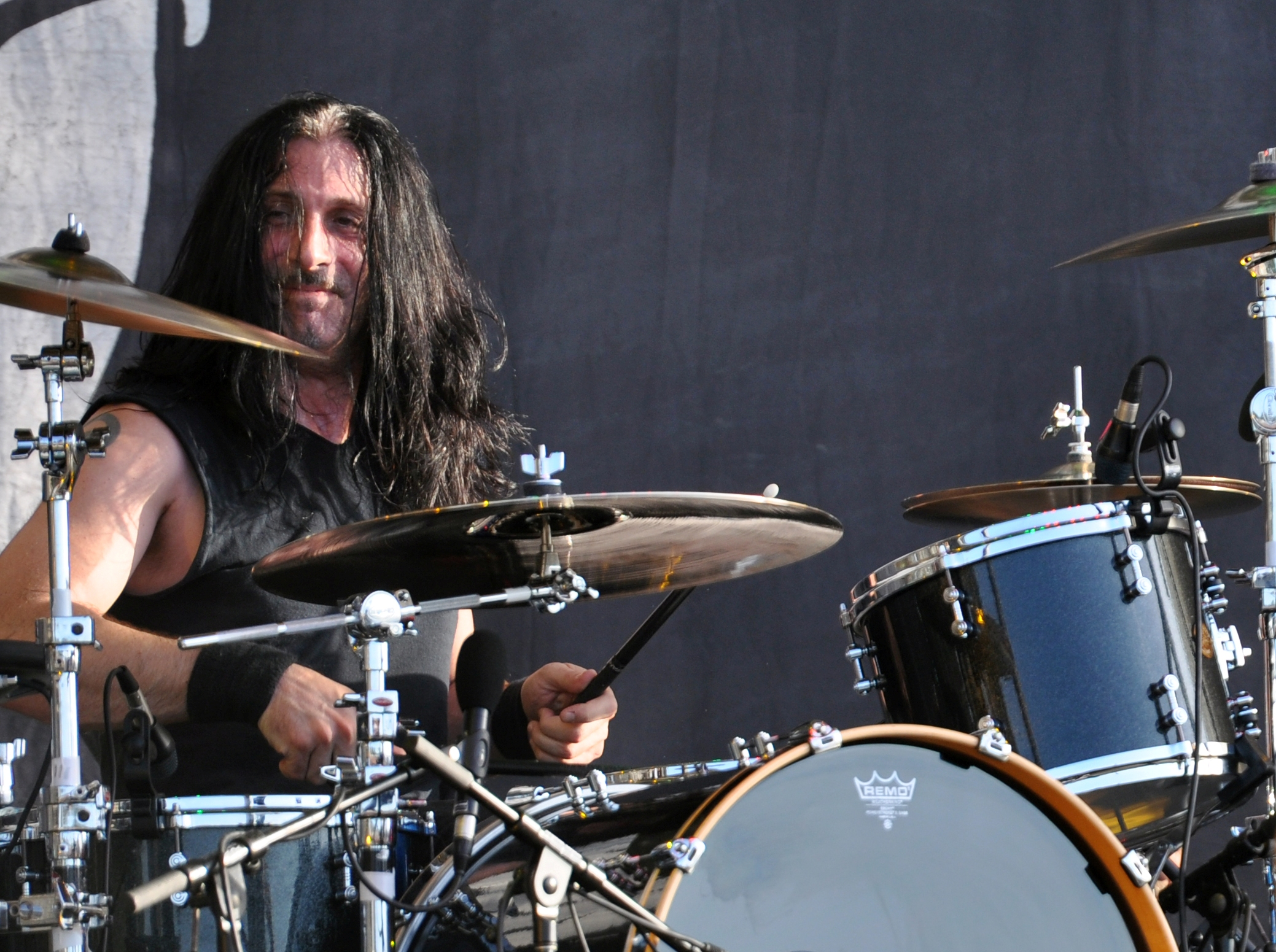
Johnny Kelly avec Danzig.

## L
| Anthony Lant   | Royaume-Uni              |
| Shannon Larkin | États-Unis               |
| Tommy Lee,     | États-Unis               |
| Daniel Löble   | Suisse                   |
| Dave Lombardo, | Cuba / États-Unis        |
| Martin Lopez   | Suède                    |
| Ray Luzier     | États-Unis               |
| Jen Ledger     | Royaume-Uni / États-Unis |

Début de page

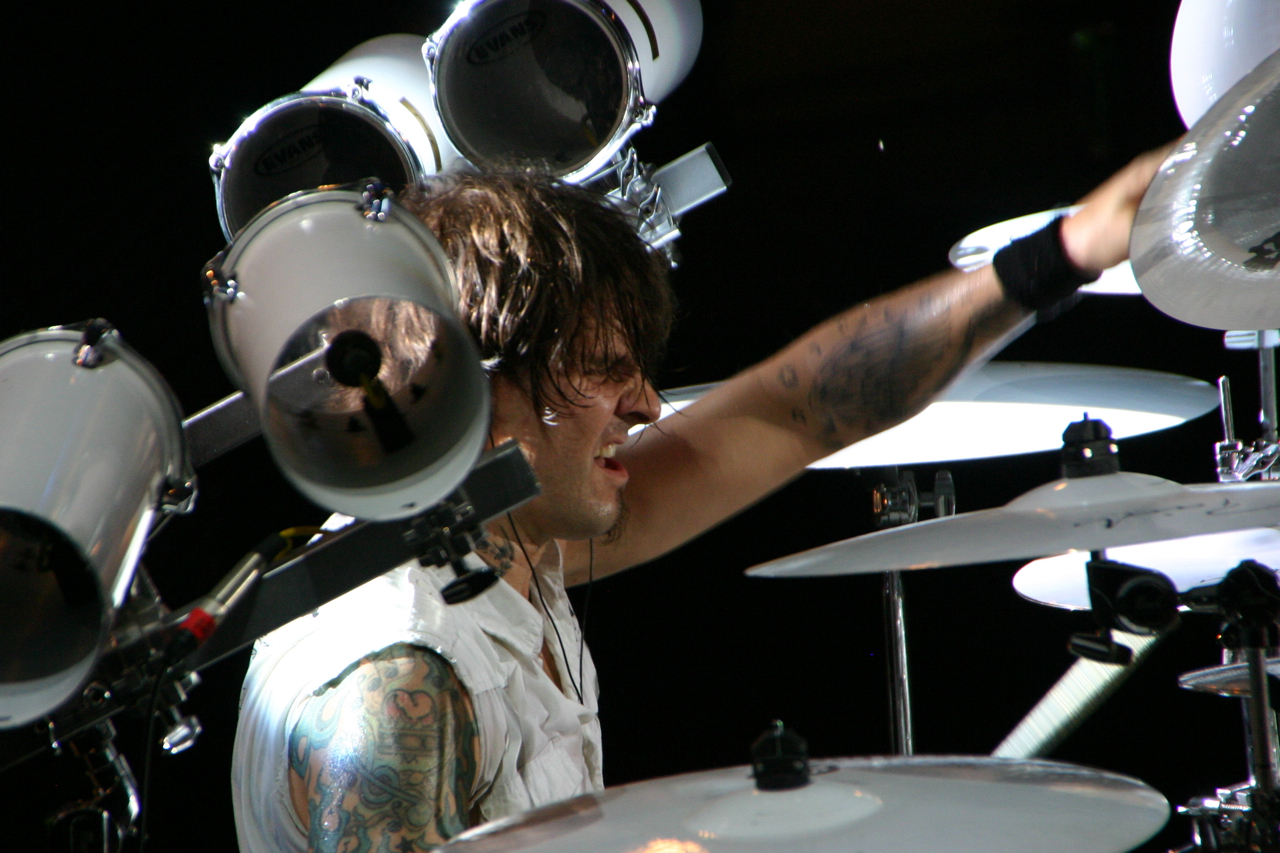
Daniel Löble au Przystanek Woodstock de 2011.
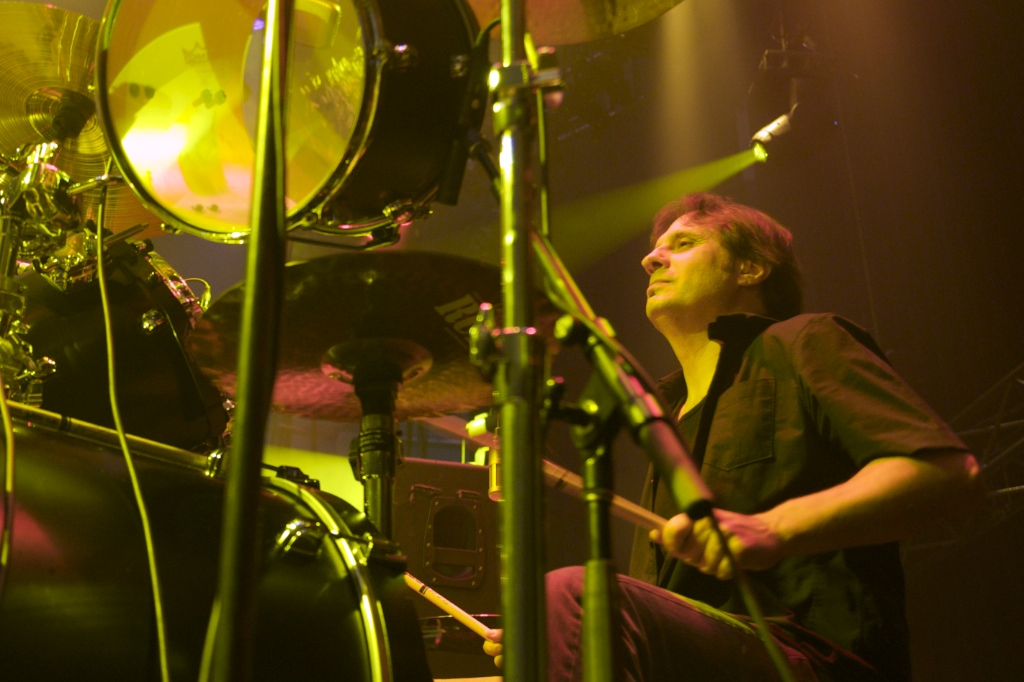
Dave Lombardo avec Slayer.
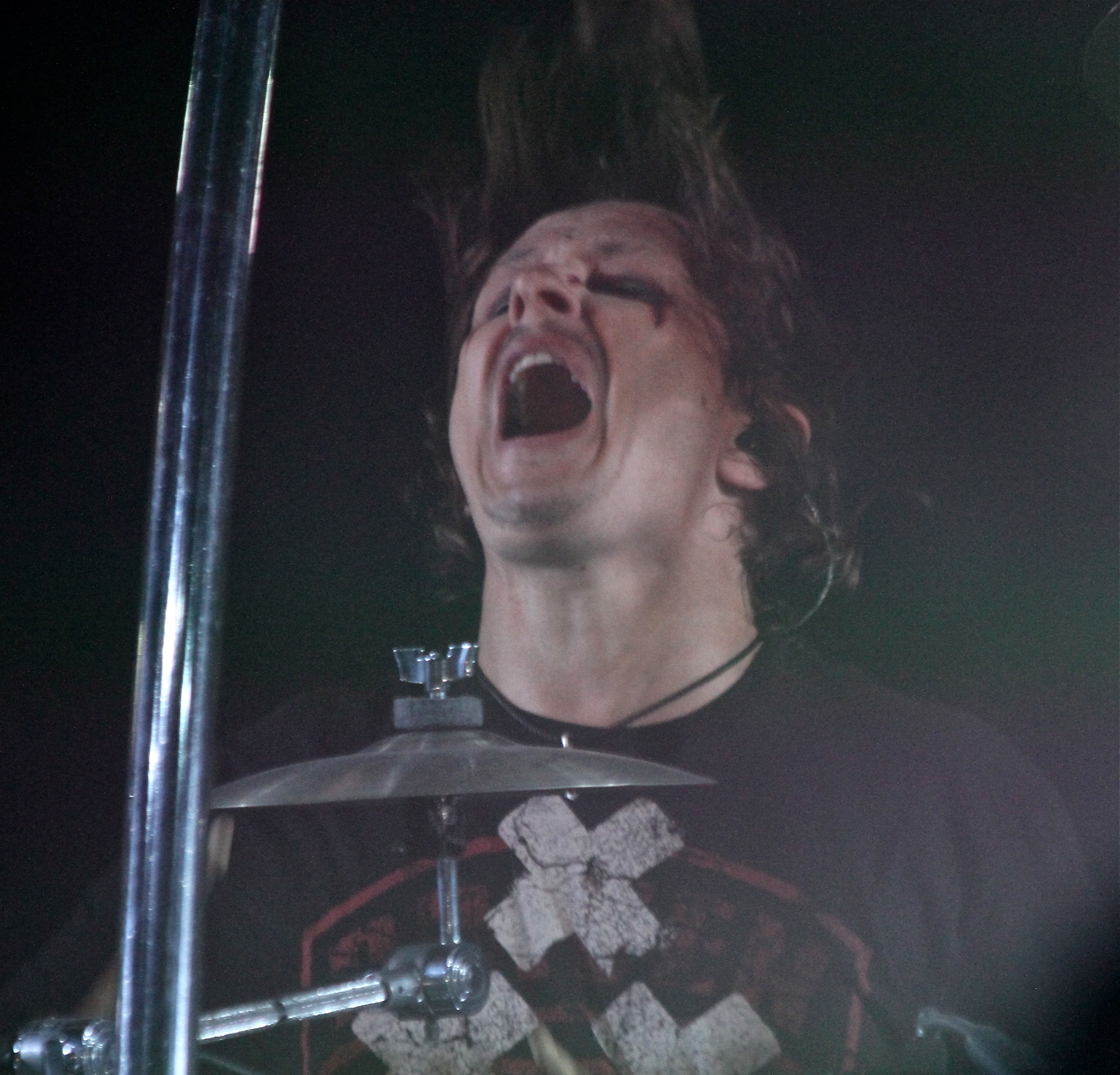
Ray Luzier avec Korn.

## M
| Dave Mackintosh   | Royaume-Uni |
| Mike Mangini      | États-Unis  |
| Roy Mayorga       | États-Unis  |
| Paul Mazurkiewicz | États-Unis  |
| Nicko McBrain,    | Royaume-Uni |
| Dave McClain      | Allemagne   |
| Nick Menza        | États-Unis  |
| Jörg Michael      | Allemagne   |
| Marco Minnemann   | Allemagne   |

Début de page

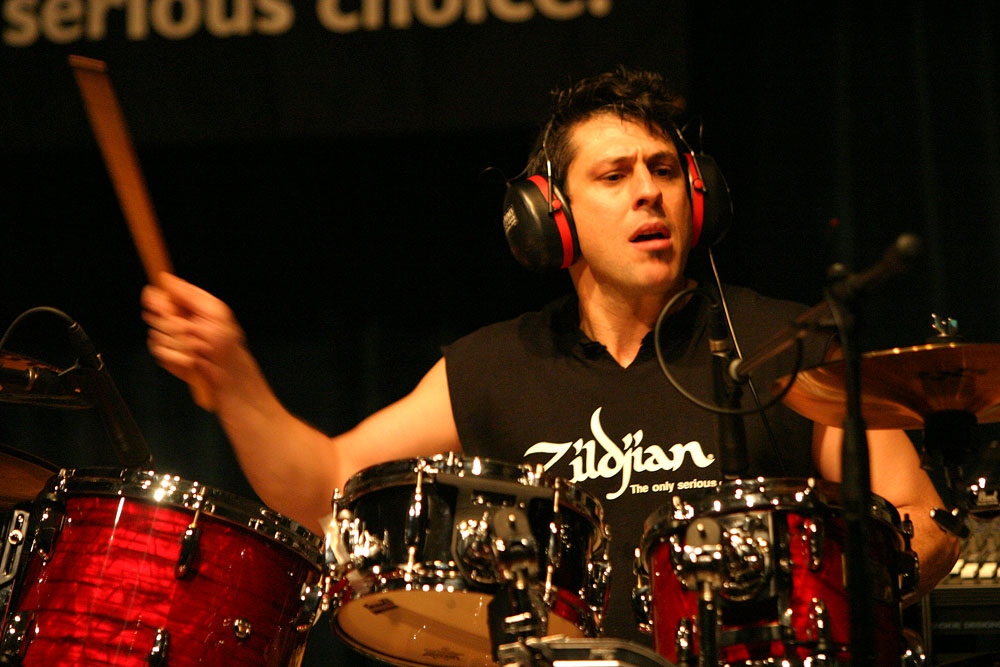
Mike Mangini à Singapour en 2004.
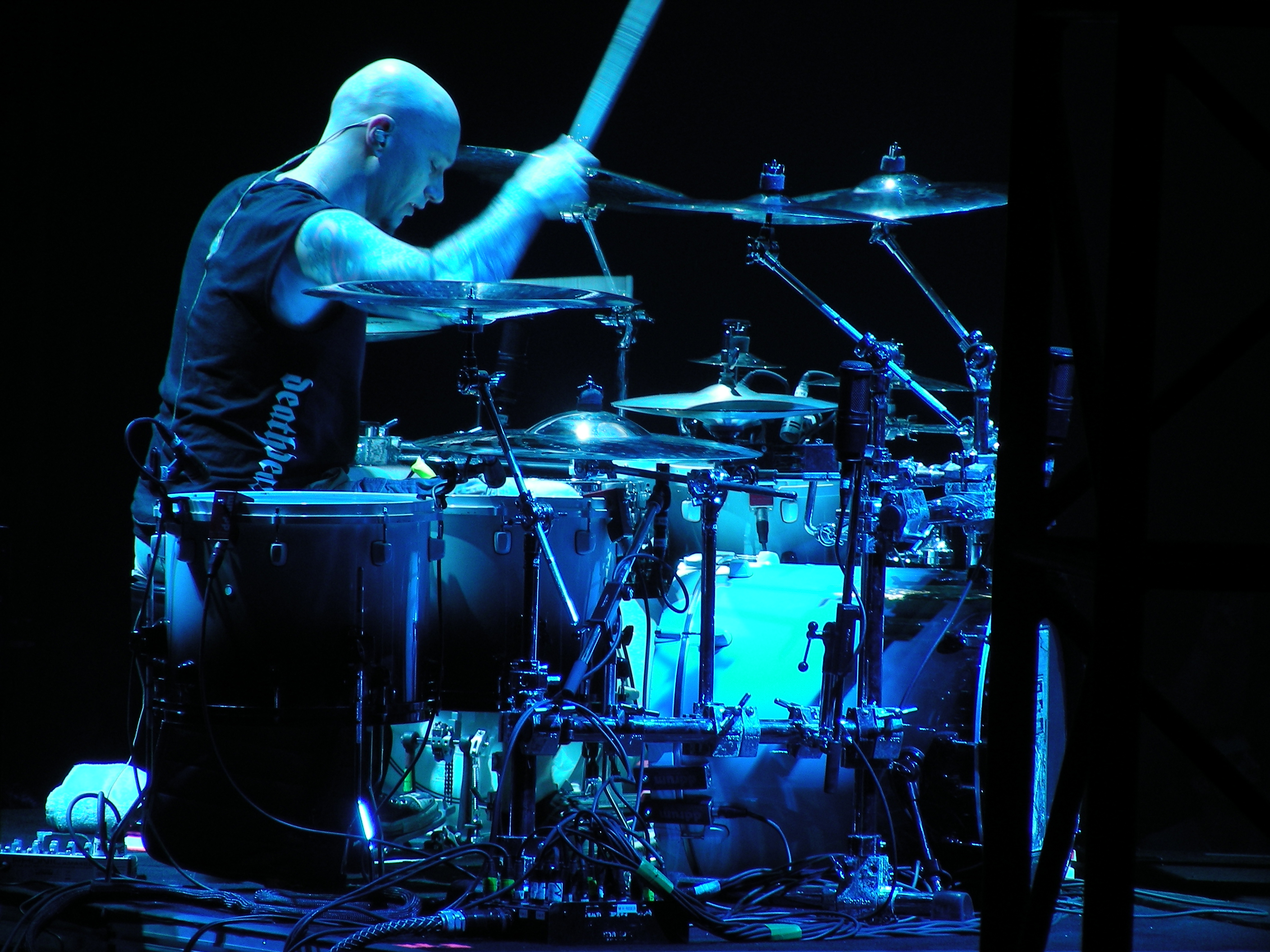
Dave McClain en concert à Rotterdam avec Metallica.
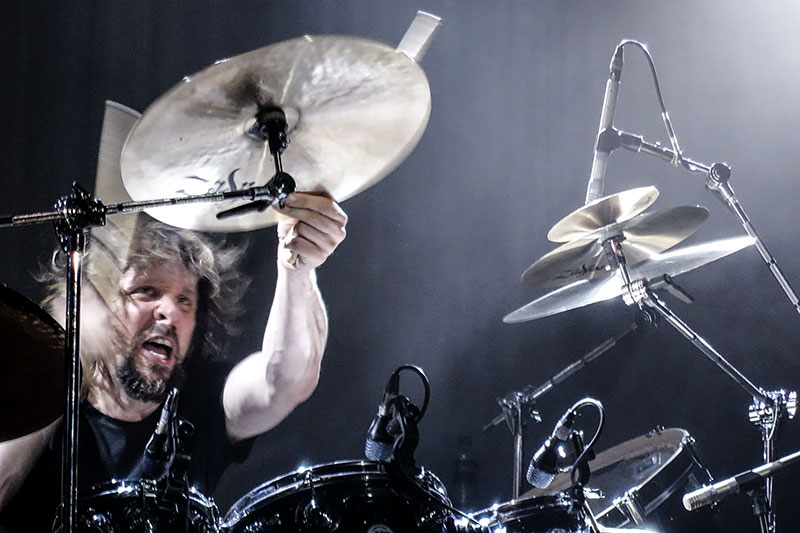
Marco Minnemann à Aarhus en 2016.

## N
| Jukka Nevalainen | Finlande |

Début de page

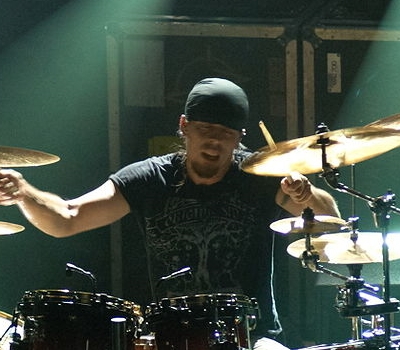
Jukka Nevalainen avec Nightwish.

## O
| John Otto | États-Unis |
| Otus      | Finlande   |

Début de page

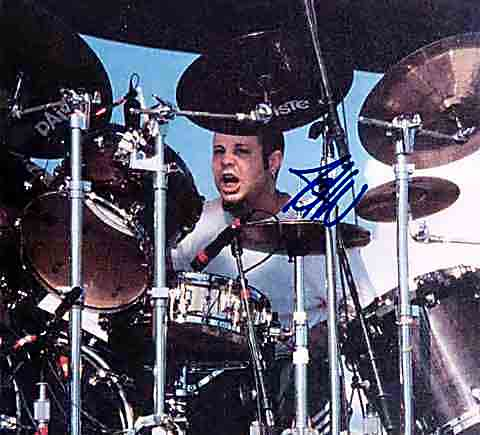
John Otto en 2006.

## P
| Ian Paice                          | Royaume-Uni |
| Ted Parsons                        | États-Unis  |
| Vinnie Paul,                       | États-Unis  |
| Simon Phillips (avec Judas Priest) | Royaume-Uni |
| Tommy Portimo                      | Finlande    |
| Mike Portnoy,                      | États-Unis  |
| Cozy Powell                        | Royaume-Uni |
| Aquiles Priester,                  | Brésil      |

Début de page

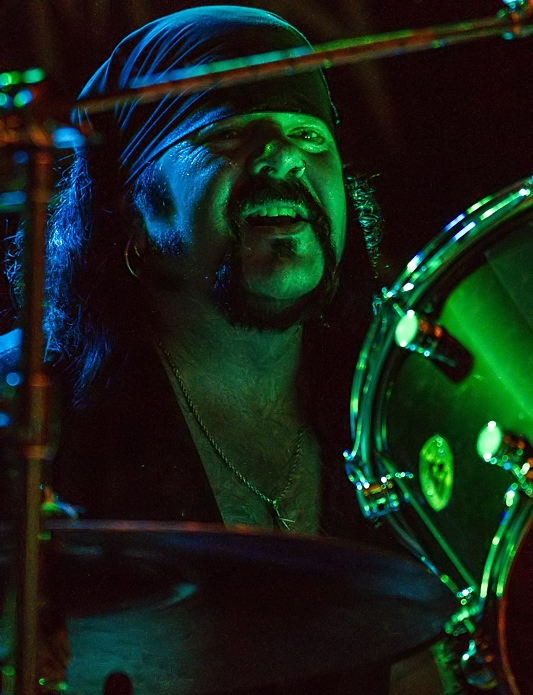
Vinnie Paul avec Hellyeah.
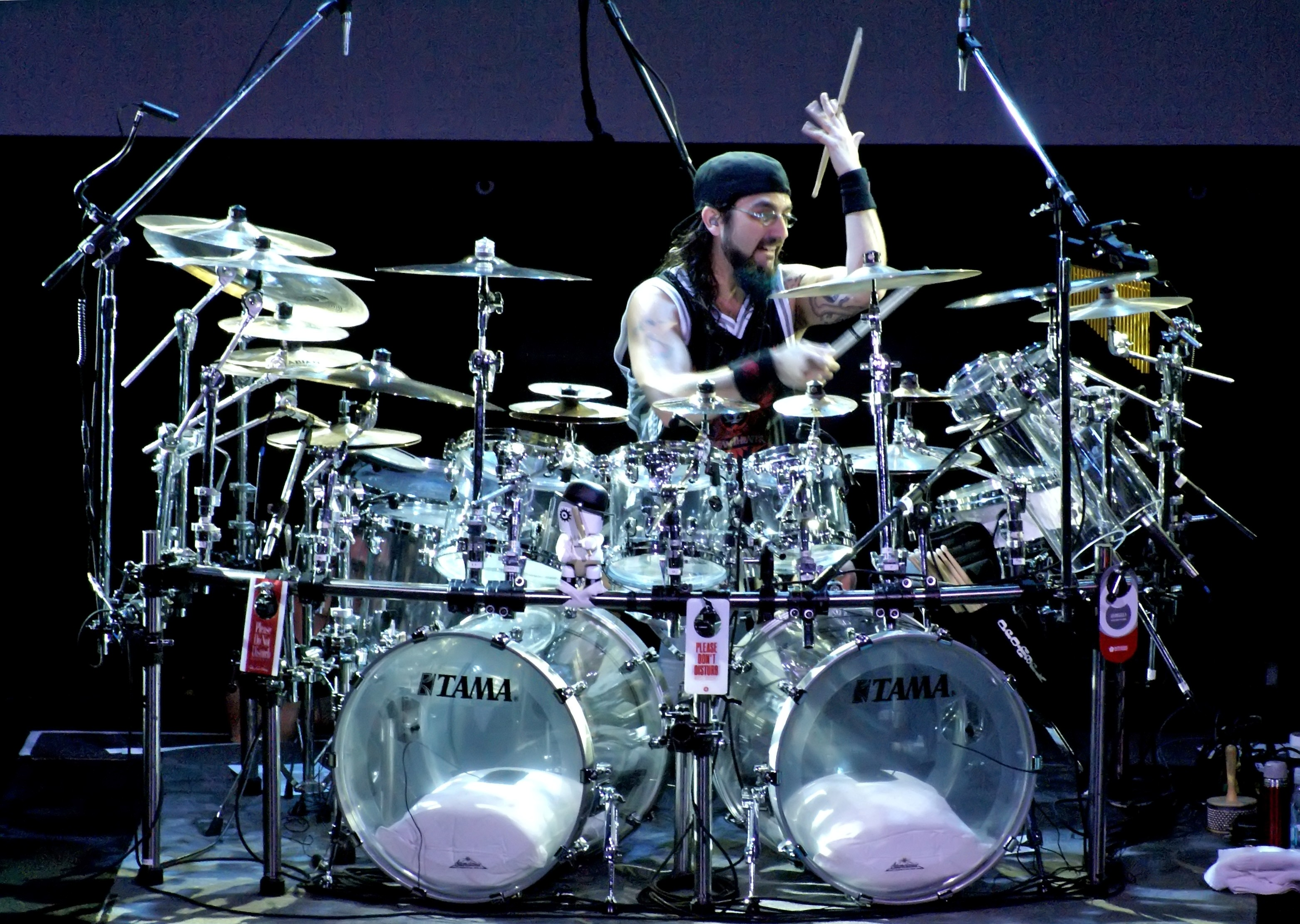
Mike Portnoy avec Dream Theater.

## R
| Jürgen Reil      | Allemagne  |
| Sean Reinert,    | États-Unis |
| The Rev          | États-Unis |
| Rhino            | États-Unis |
| Bill Rieflin     | États-Unis |
| Bobby Rondinelli | États-Unis |
| Morgan Rose,     | États-Unis |
| Jason Rullo      | États-Unis |

Début de page

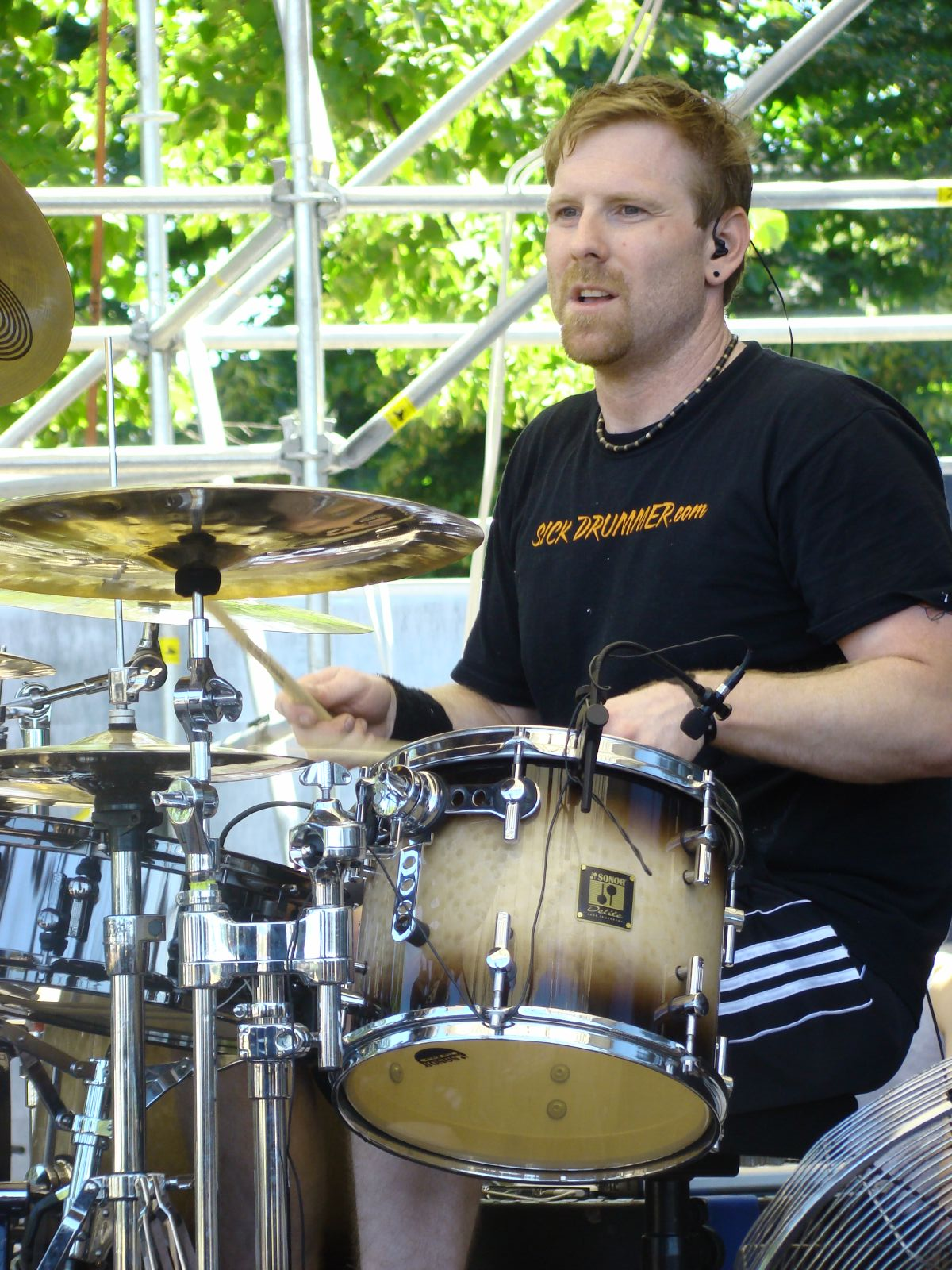
Sean Reinert en 2007.

## S
| Pete Sandoval,      | États-Unis         |
| Christoph Schneider | Allemagne          |
| Bobby Schottkowski  | Allemagne          |
| Stefan Schwarzmann  | Allemagne          |
| Ingo Schwichtenberg | Allemagne          |
| Snowy Shaw          | Suède              |
| Jayson Sherlock     | Australie          |
| David Silveria      | États-Unis         |
| Martin Skaroupka    | République tchèque |
| Travis Smith        | États-Unis         |
| Matt Sorum          | États-Unis         |
| Thomen Stauch       | Allemagne          |
| Daniel Svensson     | Suède              |

Début de page

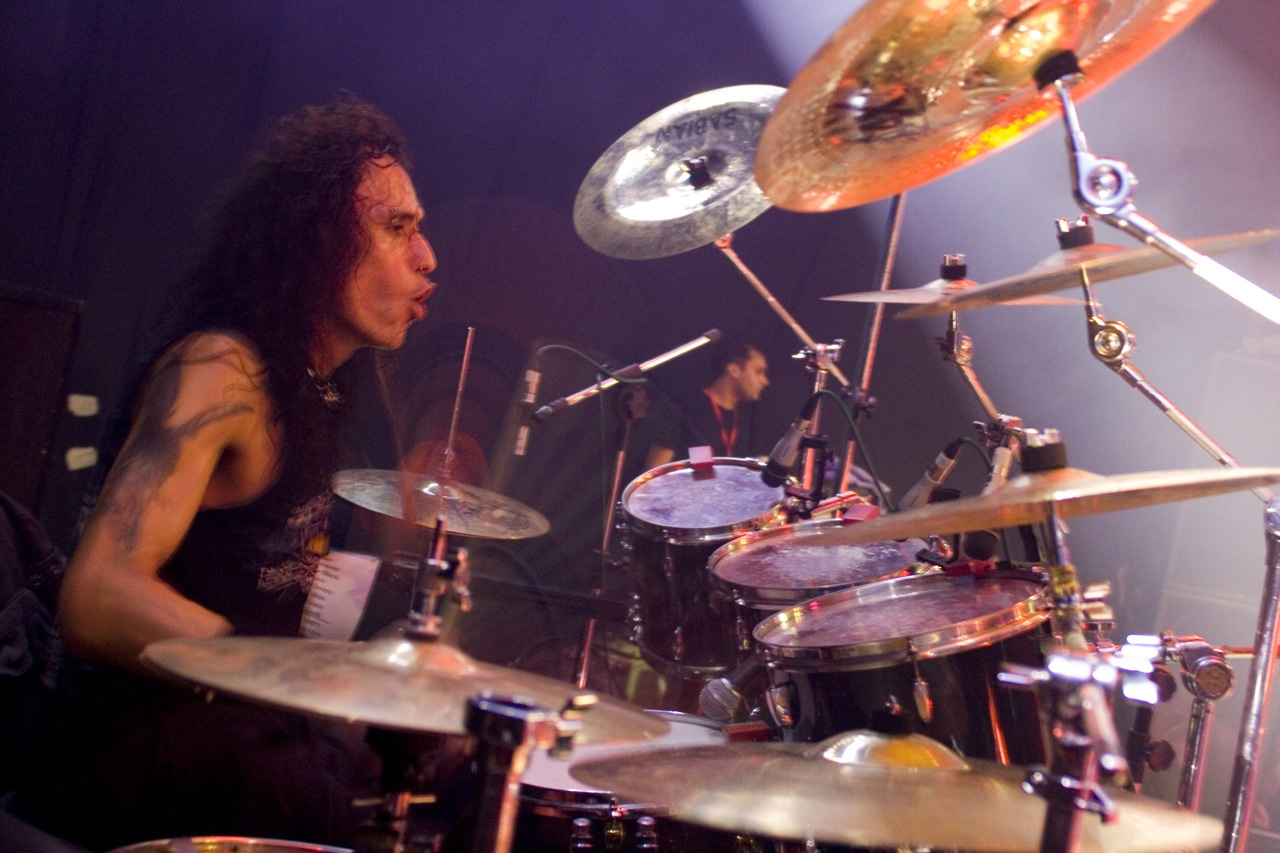
Pete Sandoval avec Morbid Angel.
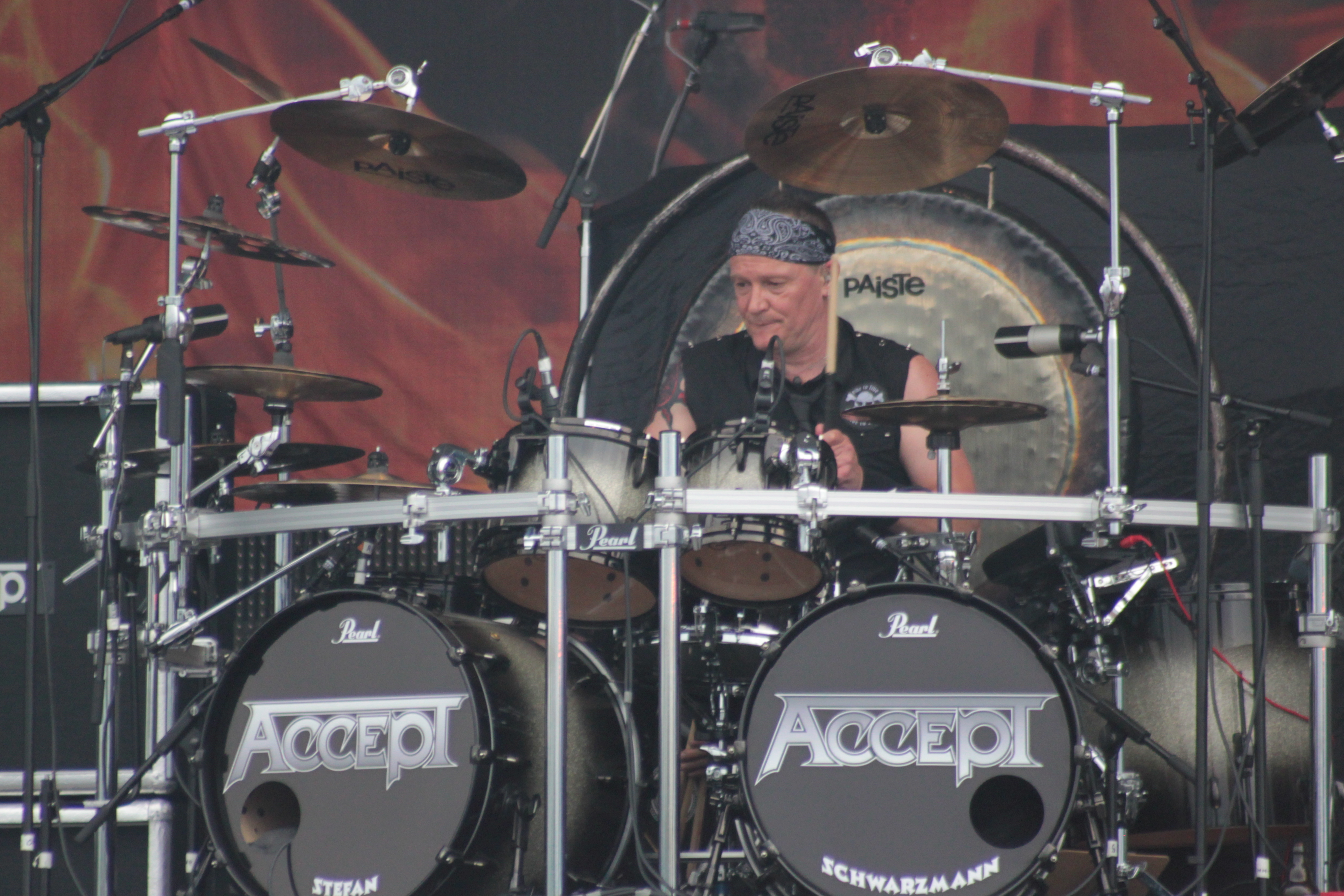
Stefan Schwarzmann avec Accept.
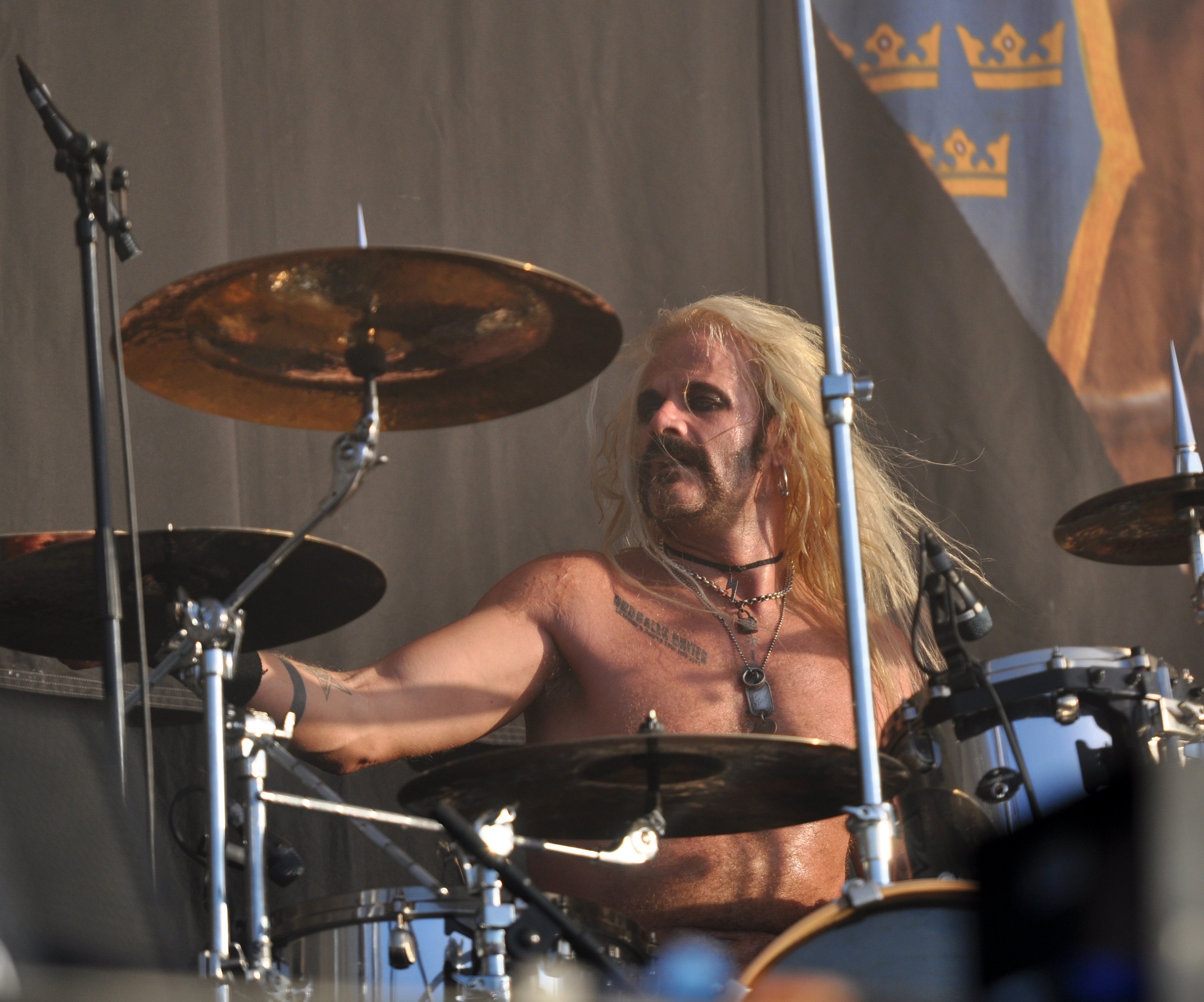
Snowy Shaw avec Sabaton.

## T
| Peter Tägtgren (avec The Abyss) | Suède       |
| Donald Tardy                    | États-Unis  |
| Philthy « Animal » Taylor       | Royaume-Uni |
| Tjodalv                         | Norvège     |
| Scott Travis,                   | États-Unis  |
| Trym                            | Norvège     |

Début de page

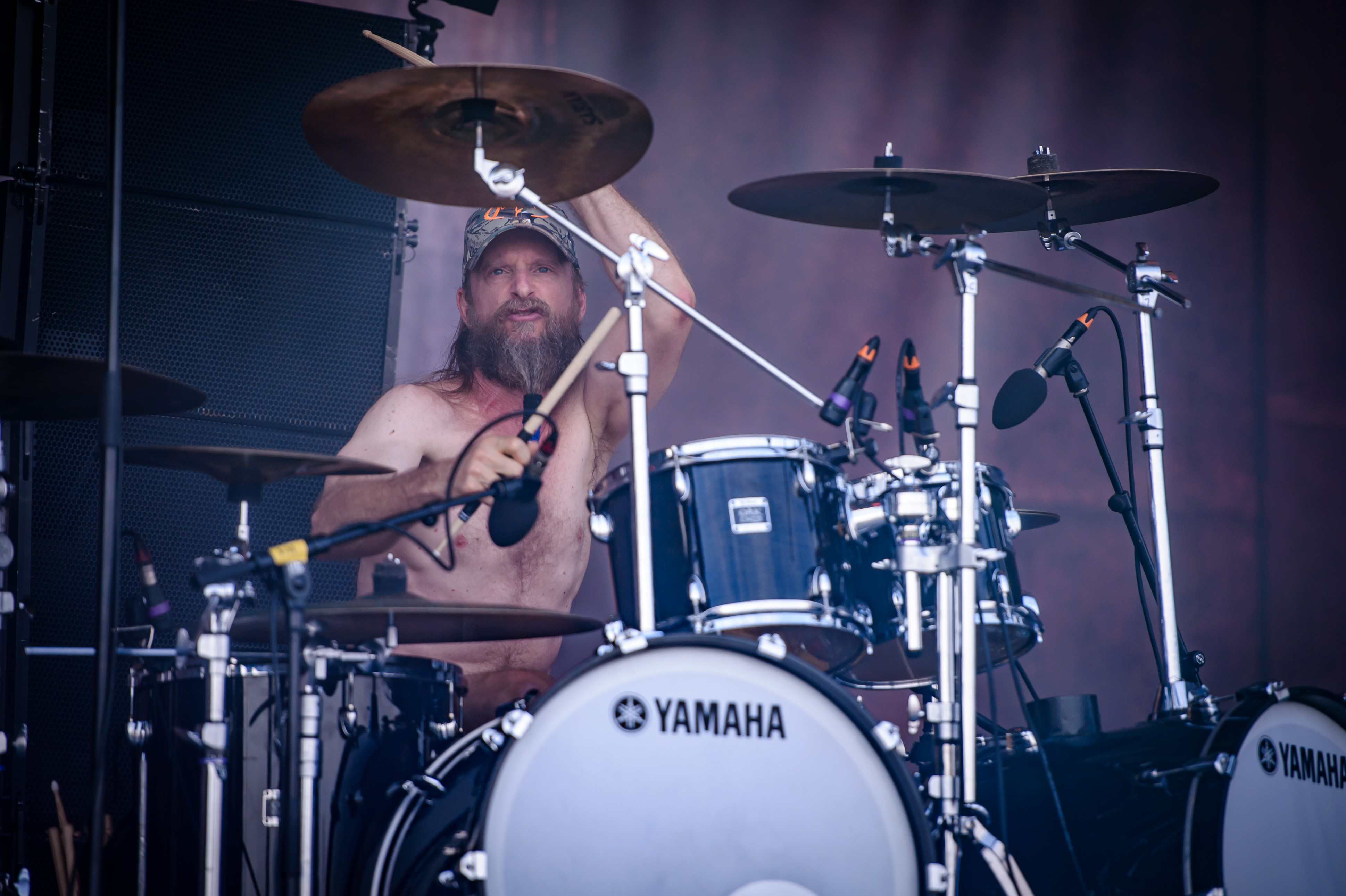
Donald Tardy avec Obituary.
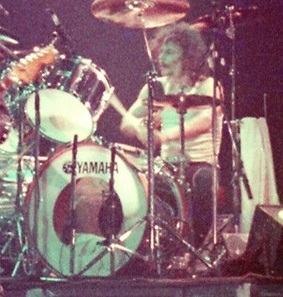
Philthy « Animal » Taylor avec Motörhead.

## U
| Lars Ulrich, | Danemark |

Début de page

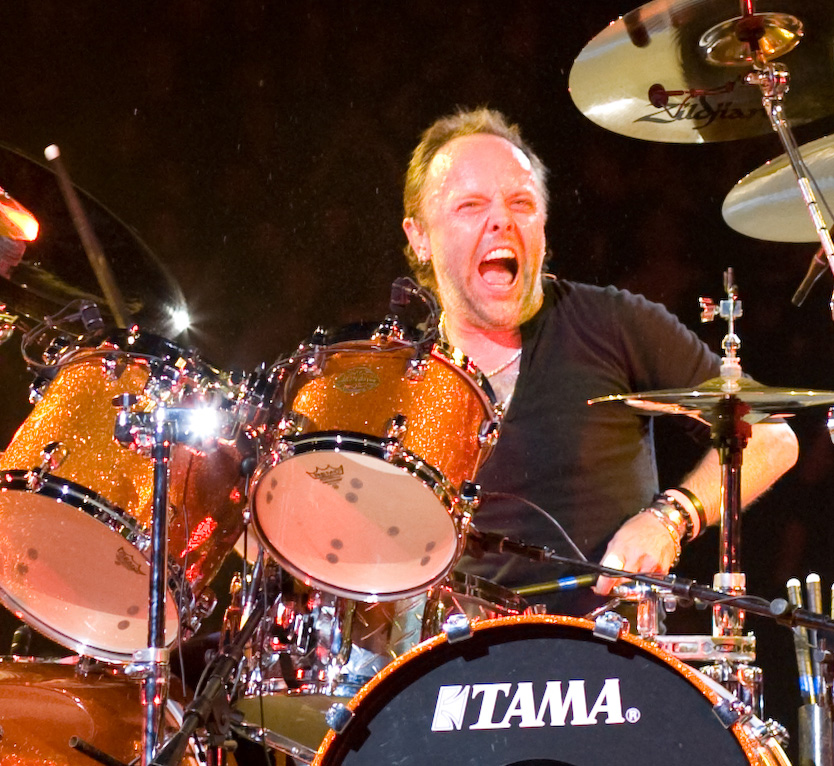
Lars Ulrich en 2008.

## V
| Alex Van Halen | Pays-Bas / États-Unis |
| Dirk Verbeuren | Belgique              |

Début de page

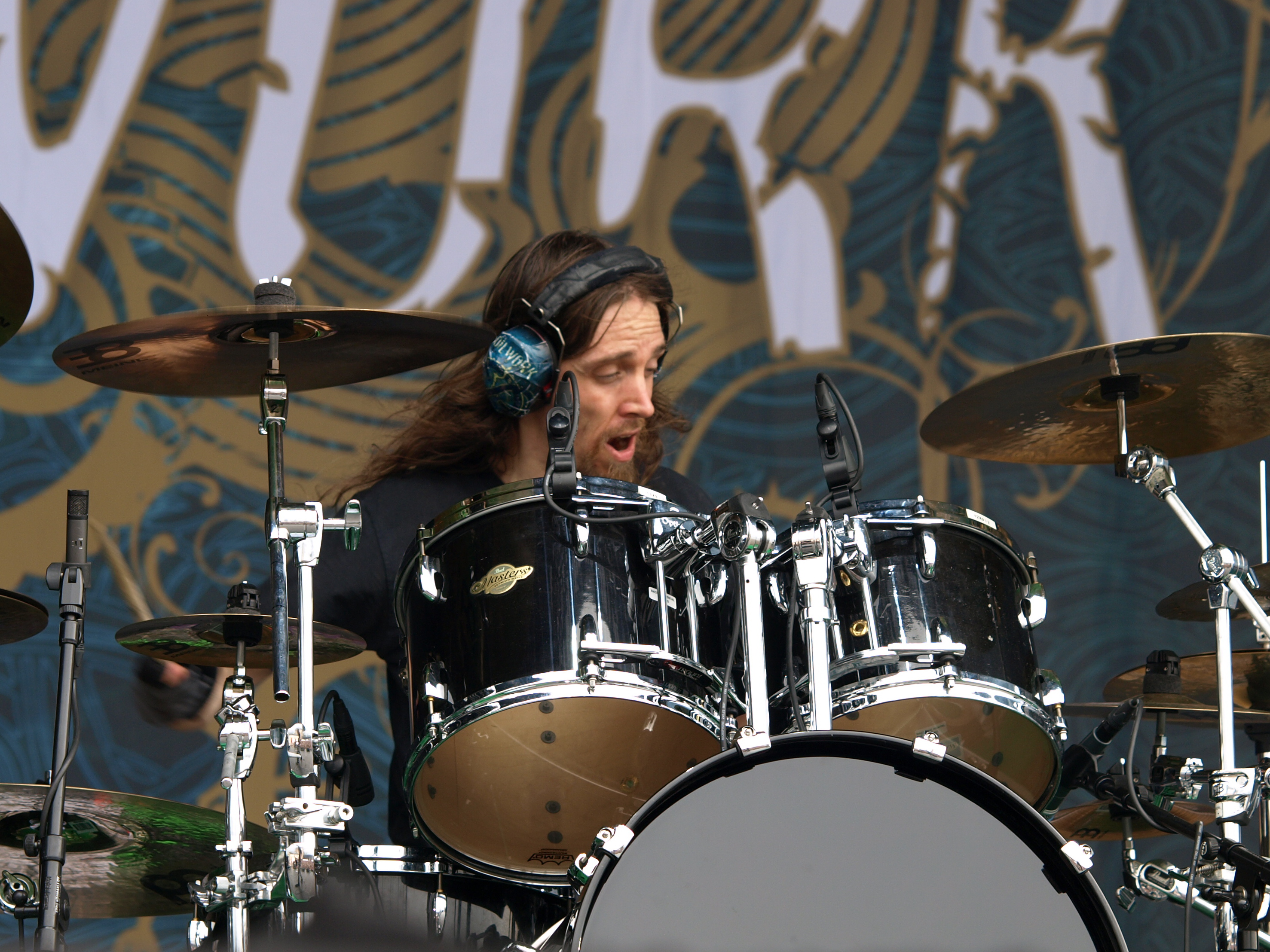
Dirk Verbeuren avec Soilwork.

## W
| Brooks Wackerman | États-Unis  |
| Bill Ward,       | Royaume-Uni |
| Mike Wengren     | États-Unis  |

Début de page

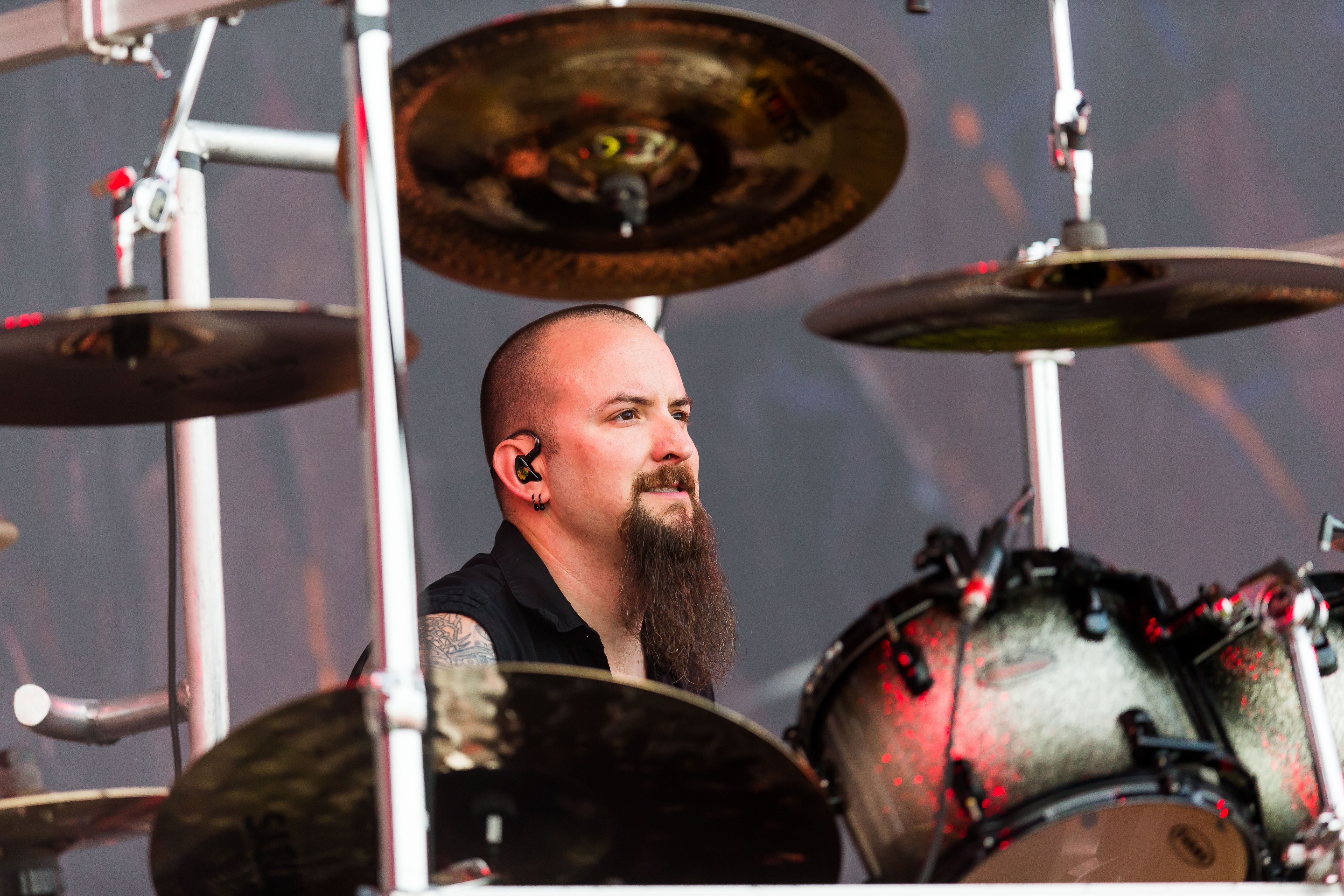
Mike Wengren avec Disturbed.

## Y
| Tim Yeung | États-Unis |
| Yoshiki   | Japon      |

Début de page

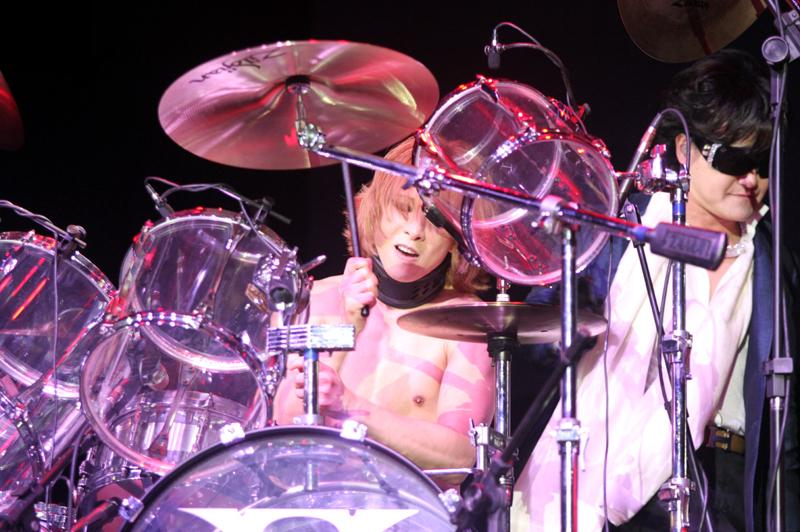
Yoshiki avec X Japan.

## Z
| S. Craig Zahler      | États-Unis |
| Zedd (avec Dioramic) | Allemagne  |

Début de page